# Torneo Apertura 2017 (México)
El Torneo Apertura 2017 fue la edición XCVIII del campeonato de liga de la Primera División del fútbol mexicano; se trató del 43° torneo corto, luego del cambio en el formato de competencia, con el que se inició la temporada 2017-2018.
La única novedad que presentó este torneo, fue el debut de Lobos BUAP, que jugó la máxima categoría del fútbol mexicano por primera vez en su historia, luego de ganar la Final de Ascenso 2016-17.
Por duodécima ocasión, desde que inicio la definición del título por medio de una final (1970-71), esta se decidió entre dos equipos de una misma ciudad, siendo la primera vez que fue una ajena a la Ciudad de México, en este caso Monterrey.
El campeón de este torneo fue Tigres al vencer a Monterrey 3 a 2 en el marcador global.

## Sistema de competición
El torneo de la Liga Bancomer MX, está conformado en dos partes:
- Fase de calificación: Se integra por las 17 jornadas del torneo.
- Fase final: Se integra por los partidos de cuartos de final, semifinal y final.

### Fase de clasificación
En la fase de clasificación se observará el sistema de puntos. La ubicación en la tabla general está sujeta a lo siguiente:
- Por juego ganado se obtendrán tres puntos.
- Por juego empatado se obtendrá un punto.
- Por juego perdido no se otorgan puntos.

En esta fase participan los 18 clubes de la Liga Bancomer MX jugando en cada torneo todos contra todos durante las 17 jornadas respectivas, a un solo partido.
El orden de los clubes al final de la fase de calificación del torneo corresponderá a la suma de los puntos obtenidos por cada uno de ellos y se presentará en forma descendente. Si al finalizar las 17 jornadas del torneo, dos o más clubes estuviesen empatados en puntos, su posición en la tabla general será determinada atendiendo a los siguientes criterios de desempate:
1. Mejor diferencia entre los goles anotados y recibidos y goles.
2. Mayor número de goles anotados.
3. Marcadores particulares entre los clubes empatados.
4. Mayor número de goles anotados como visitante.
5. Mejor ubicado en la tabla general de cociente
6. Tabla Fair Play
7. Sorteo.

Para determinar los lugares que ocuparán los clubes que participen en la fase final del torneo se tomará como base la tabla general de clasificación.
Participan automáticamente por el título de Campeón de la Liga Bancomer MX, los 8 primeros clubes de la tabla general de clasificación al término de las 17 jornadas.

### Fase final
Los ocho clubes calificados para esta fase del torneo serán reubicados de acuerdo con el lugar que ocupen en la tabla General al término de la jornada 17, con el puesto del número uno al club mejor clasificado, y así hasta el número 8. Los partidos a esta fase se desarrollarán a visita, en las siguientes etapas:
- Cuartos de final
- Semifinales
- Final

Los clubes vencedores en los partidos de cuartos de final y semifinal serán aquellos que en los dos juegos anoten el mayor número de goles. De existir empate en el número de goles anotados, la posición se definirá a favor del club con mayor cantidad de goles a favor cuando actúe como visitante.
Si una vez aplicado el criterio anterior los clubes siguieran empatados, se observará la posición de los clubes en la tabla general de clasificación.
Los partidos correspondientes a la fase final se jugarán obligatoriamente los días miércoles y sábado, y jueves y domingo eligiendo, en su caso, exclusivamente en forma descendente, los cuatro clubes mejor clasificados en la tabla general al término de la jornada 17, el día y horario de su partido como local. Los siguientes cuatro clubes podrán elegir únicamente el horario.
El club vencedor de la final y por lo tanto Campeón, será aquel que en los dos partidos anote el mayor número de goles. Si al término del tiempo reglamentario el partido está empatado, se agregarán dos tiempos extras de 15 minutos cada uno. De persistir el empate en estos periodos, se procederá a lanzar tiros penales hasta que resulte un vencedor.
Los partidos de cuartos de final se jugarán de la siguiente manera:
1.º vs 8.º

2.º vs 7.º

3.º vs 6.º

4.º vs 5.º
En las semifinales participarán los cuatro clubes vencedores de cuartos de final, reubicándolos del uno al cuatro, de acuerdo a su mejor posición en la Tabla general de clasificación al término de la jornada 17 del torneo correspondiente, enfrentándose:
1.º vs 4.º

2.º vs 3.º
Disputarán el título de Campeón del Torneo de Apertura 2017, los dos clubes vencedores de la fase semifinal correspondiente, reubicándolos del uno al dos, de acuerdo a su mejor posición en la tabla general de clasificación al término de la jornada 17 de cada Torneo.

## Ascenso y descenso
| Pos | al Ascenso Bancomer MX |
| --- | ---------------------- |
| 16º | Chiapas                |

| Pos | a la Liga Bancomer MX |
| --- | --------------------- |
| 6º  | Lobos BUAP            |

## Información de los equipos
| Equipo        | Entrenador             | Ciudad                         | Estadio                | Capacidad | Fundación       | Patrocinador       | Kit          |
| ------------- | ---------------------- | ------------------------------ | ---------------------- | --------- | --------------- | ------------------ | ------------ |
| América       | Miguel Herrera         | Ciudad de México               | Azteca                 | 87 000    | 1916 (108 años) | Huawei             | Nike         |
| Atlas         | José Guadalupe Cruz    | Guadalajara, Jalisco           | Jalisco                | 56 713    | 1916 (108 años) | Wibe               | Adidas       |
| Cruz Azul     | Paco Jémez             | Ciudad de México               | Azul                   | 36 681    | 1927 (98 años)  | Cemento Cruz Azul  | Under Armour |
| Guadalajara   | Matías Almeyda         | Guadalajara, Jalisco           | Chivas                 | 49 850    | 1906 (119 años) | Tecate             | Puma         |
| León          | Gustavo Díaz           | León, Guanajuato               | León                   | 30 344    | 1943 (81 años)  | Telcel             | Pirma        |
| Lobos BUAP    | Rafael Puente Jr.      | Puebla, Puebla                 | Olímpico de la BUAP    | 21 750    | 1967 (58 años)  | Zurich             | Keuka        |
| Monterrey     | Antonio Mohamed        | Monterrey, Nuevo León          | BBVA Bancomer          | 53 500    | 1945 (79 años)  | BBVA Bancomer      | Puma         |
| Morelia       | Roberto Hernández      | Morelia, Michoacán             | Morelos                | 38 869    | 1950 (75 años)  | Caliente           | Pirma        |
| Necaxa        | Ignacio Ambriz         | Aguascalientes, Aguascalientes | Victoria               | 25.994    | 1923 (101 años) | Cavall Sport       | Charly       |
| Pachuca       | Diego Alonso           | Pachuca, Hidalgo               | Hidalgo                | 30 000    | 1892 (132 años) | Cementos Fortaleza | Nike         |
| Puebla        | Enrique Meza           | Puebla, Puebla                 | Cuauhtémoc             | 51 726    | 1944 (81 años)  | Caliente           | Charly       |
| Querétaro     | Luis Fernando Tena     | Querétaro, Querétaro           | Corregidora            | 35 575    | 1950 (74 años)  | Banco Multiva      | Puma         |
| Santos Laguna | Robert Siboldi         | Torreón, Coahuila              | Corona                 | 30 000    | 1983 (41 años)  | Soriana            | Puma         |
| Tigres        | Ricardo Ferretti       | Monterrey, Nuevo León          | Universitario          | 42 001    | 1960 (65 años)  | Cemex              | Adidas       |
| Tijuana       | Eduardo Coudet         | Tijuana, Baja California       | Caliente               | 27 333    | 2007 (18 años)  | Caliente           | Charly       |
| Toluca        | Hernán Cristante       | Toluca, Estado de México       | Nemesio Díez           | 30.000    | 1917 (108 años) | Banamex            | Under Armour |
| UNAM          | David Patiño           | Ciudad de México               | Olímpico Universitario | 68 954    | 1954 (70 años)  | DHL                | Nike         |
| Veracruz      | José Saturnino Cardozo | Veracruz, Veracruz             | Luis "Pirata" Fuente   | 30 000    | 1943 (82 años)  | Electrolit         | Charly       |

Datos actualizados al 21 de julio de 2017.

### Cambios de entrenadores
| Equipo                       | Entrenador (jornadas)                                                              |
| ---------------------------- | ---------------------------------------------------------------------------------- |
| Club Universidad Nacional    | Francisco Palencia (1 - 6) Sergio Egea (7 - 9, 11 - 12) David Patiño (10, 13 - 17) |
| Club León                    | Javier Torrente (1 - 7) Gustavo Díaz (8 - )                                        |
| Club Santos Laguna           | José Manuel de la Torre (1 - 9) Robert Siboldi (10 - )                             |
| Tiburones Rojos del Veracruz | Juan Antonio Luna (1 - 9) José Saturnino Cardozo (10 - 17 )                        |
| Club Puebla                  | Rafael García Torres (1 - 11) Ignacio Sanchez Barrera (12) Enrique Meza (13 - )    |
| Querétaro FC                 | Jaime Lozano (1 - 14) Luis Fernando Tena (15 - )                                   |
| Club Tijuana                 | Eduardo Coudet (1 - 15) Diego Torres (16-17)                                       |

### Equipos por Entidad Federativa
Para la temporada 2017-18, la entidad federativa de la República Mexicana con más equipos en la Primera División es la Ciudad de México con tres equipos.
| Santos Pachuca Monterrey Tigres Monarcas Atlas Guadalajara Tijuana Puebla Lobos Toluca América Cruz Azul UNAM León Veracruz Querétaro Necaxa |

| Entidad Federativa | N.º | Equipos                         |
| ------------------ | --- | ------------------------------- |
| Ciudad de México   | 3   | América, Cruz Azul y Pumas UNAM |
| Jalisco            | 2   | Atlas y Guadalajara             |
| Nuevo León         | 2   | Monterrey y Tigres UANL         |
| Puebla             | 2   | Puebla y Lobos BUAP             |
| Aguascalientes     | 1   | Necaxa                          |
| Baja California    | 1   | Tijuana                         |
| Coahuila           | 1   | Santos Laguna                   |
| Estado de México   | 1   | Toluca                          |
| Guanajuato         | 1   | León                            |
| Hidalgo            | 1   | Pachuca                         |
| Michoacán          | 1   | Morelia                         |
| Querétaro          | 1   | Querétaro                       |
| Veracruz           | 1   | Veracruz                        |

### Estadios
|                                                                                            |                                                                                            |                                                                               |  |
|                                                                                            |                                                                                            |                                                                               |  |
| Estadio Azteca Ciudad: Ciudad de México Capacidad: 87 000 Club: América                    | Estadio Olímpico Universitario Ciudad: Ciudad de México Capacidad: 68 297 Club: Pumas UNAM | Estadio Jalisco Ciudad: Guadalajara Capacidad: 56.713 Club: Atlas             |  |
|                                                                                            |                                                                                            |                                                                               |  |
| Estadio BBVA Bancomer Ciudad: Guadalupe Capacidad:53.500 Club: Monterrey                   | Estadio Cuauhtémoc Ciudad: Puebla Capacidad: 51,726 Club: Puebla                           | Estadio Chivas Ciudad: Guadalajara Capacidad: 49 850 Club: Guadalajara        |  |
|                                                                                            |                                                                                            |                                                                               |  |
| Estadio Universitario Ciudad: San Nicolás de los Garza Capacidad: 42.001 Club: Tigres UANL | Estadio Morelos Ciudad: Morelia Capacidad: 38.869 Club: Monarcas Morelia                   | Estadio Azul Ciudad: Ciudad de México Capacidad: 36.681 Club: Cruz Azul       |  |
|                                                                                            | Diablos 05                                                                                 |                                                                               |  |
| Estadio Corregidora Ciudad: Querétaro Capacidad: 35.575 Club: Querétaro                    | Estadio Nemesio Díez Ciudad: Toluca Capacidad: 30.000 Club: Toluca                         | Estadio León Ciudad: León Capacidad: 28.943 Club: León                        |  |
|                                                                                            |                                                                                            |                                                                               |  |
| Estadio TSM Corona Ciudad: Torreón Capacidad: 30.000 Club: Santos Laguna                   | Estadio Luis "Pirata" Fuente Ciudad: Veracruz Capacidad:30.000 Club: Tiburones Rojos       | Estadio Hidalgo Ciudad: Pachuca Capacidad: 27.512 Club: Pachuca               |  |
|                                                                                            |                                                                                            |                                                                               |  |
| Estadio Caliente Ciudad: Tijuana Capacidad: 27.333 Club: Xolos de Tijuana                  | Estadio Victoria Ciudad: Aguascalientes Capacidad:25.994 Club: Necaxa                      | Estadio Olímpico de la BUAP Ciudad: Puebla Capacidad: 21.750 Club: Lobos BUAP |  |

## Torneo Regular
- El Calendario completo según la página oficial.
- Los horarios son correspondientes al Tiempo del Centro de México (UTC-6 y UTC-5 en horario de verano).[3]

| Jornada 1   | Jornada 1 | Jornada 1 | Jornada 1              | Jornada 1   | Jornada 1 | Jornada 1    | Jornada 1  | Jornada 1            | Jornada 1  | Jornada 1 | Jornada 1 |
| Local       | Resultado | Visitante | Estadio                | Fecha       | Hora      | Espectadores | TV abierta | TV restringida       | Amonestado | Expulsado |           |
| ----------- | --------- | --------- | ---------------------- | ----------- | --------- | ------------ | ---------- | -------------------- | ---------- | --------- | --------- |
| Morelia     | 0 - 0     | Monterrey | Morelos                | 21 de julio | 19:00     | 26 984       |            |                      | 4          | 0         |           |
| Tijuana     | 0 - 2     | Cruz Azul | Caliente               | 21 de julio | 21:00     | 27 333       |            | 7                    | 0          |           |           |
| América     | 0 - 1     | Querétaro | Azteca                 | 22 de julio | 17:00     | 24 943       |            | Archivo:Logo TDN.png | 1          | 0         |           |
| Lobos BUAP  | 2 - 2     | Santos    | Universitario BUAP     | 22 de julio | 17:00     | 5 815        |            |                      | 5          | 0         |           |
| Tigres      | 5 - 0     | Puebla    | Universitario          | 22 de julio | 19:00     | 41 269       |            | Archivo:Logo TDN.png | 3          | 1         |           |
| León        | 0 - 3     | Atlas     | León                   | 22 de julio | 19:06     | 20 528       |            |                      | 5          | 1         |           |
| Guadalajara | 0 - 0     | Toluca    | Chivas                 | 22 de julio | 21:06     | 34 272       |            | Archivo:Logo TDN.png | 5          | 2         |           |
| UNAM        | 1 - 0     | Pachuca   | Olímpico Universitario | 23 de julio | 12:00     | 27 200       |            | Archivo:Logo TDN.png | 1          | 0         |           |
| Veracruz    | 0 - 2     | Necaxa    | Luis "Pirata" Fuente   | 23 de julio | 18:49     | 16 164       |            |                      | 3          | 1         |           |

| Jornada 2     | Jornada 2 | Jornada 2   | Jornada 2    | Jornada 2   | Jornada 2 | Jornada 2    | Jornada 2  | Jornada 2            | Jornada 2  | Jornada 2 | Jornada 2 |
| Local         | Resultado | Visitante   | Estadio      | Fecha       | Hora      | Espectadores | TV abierta | TV restringida       | Amonestado | Expulsado |           |
| ------------- | --------- | ----------- | ------------ | ----------- | --------- | ------------ | ---------- | -------------------- | ---------- | --------- | --------- |
| Puebla        | 1 - 1     | Morelia     | Cuauhtémoc   | 28 de julio | 19:00     | 12 067       |            |                      | 6          | 0         |           |
| Atlas         | 2 - 1     | UNAM        | Jalisco      | 28 de julio | 21:00     | 43 209       |            | 6                    | 0          |           |           |
| Querétaro     | 0 - 4     | Lobos BUAP  | Corregidora  | 29 de julio | 17:00     | 18 263       |            |                      | 5          | 0         |           |
| Cruz Azul     | 1 - 1     | Guadalajara | Azul         | 29 de julio | 17:00     | 26 085       |            | Archivo:Logo TDN.png | 6          | 2         |           |
| Monterrey     | 1 - 0     | Veracruz    | BBVA         | 29 de julio | 19:00     | 46 130       |            | Archivo:Logo TDN.png | 4          | 1         |           |
| Pachuca       | 0 - 2     | América     | Hidalgo      | 29 de julio | 19:06     | 22 478       |            |                      | 9          | 1         |           |
| Necaxa        | 1 - 0     | Tijuana     | Victoria     | 29 de julio | 21:00     | 14 691       |            | Archivo:Logo TDN.png | 3          | 2         |           |
| Toluca        | 3 - 1     | León        | Nemesio Díez | 30 de julio | 12:00     | 17 027       |            |                      | 3          | 0         |           |
| Santos Laguna | 1 - 1     | Tigres      | Corona TSM   | 30 de julio | 18:30     | 26,382       |            |                      | 9          | 1         |           |

| Jornada 3   | Jornada 3 | Jornada 3     | Jornada 3            | Jornada 3   | Jornada 3 | Jornada 3    | Jornada 3  | Jornada 3            | Jornada 3  | Jornada 3 | Jornada 3 |
| Local       | Resultado | Visitante     | Estadio              | Fecha       | Hora      | Espectadores | TV abierta | TV restringida       | Amonestado | Expulsado |           |
| ----------- | --------- | ------------- | -------------------- | ----------- | --------- | ------------ | ---------- | -------------------- | ---------- | --------- | --------- |
| Morelia     | 1 - 1     | Santos Laguna | Morelos              | 4 de agosto | 19:00     | 24 093       |            |                      | 4          | 0         |           |
| Tijuana     | 0 - 3     | Monterrey     | Caliente             | 4 de agosto | 21:00     | 26 733       |            |                      | 4          | 0         |           |
| Lobos BUAP  | 3 - 2     | Pachuca       | Universitario BUAP   | 5 de agosto | 17:00     | 8 764        |            |                      | 5          | 0         |           |
| Tigres      | 1 - 1     | Querétaro     | Universitario        | 5 de agosto | 19:00     | 41 304       |            | Archivo:Logo TDN.png | 4          | 0         |           |
| León        | 2 - 2     | Cruz Azul     | León                 | 5 de agosto | 19:06     | 22 838       |            |                      | 5          | 0         |           |
| América     | 2 - 1     | UNAM          | Azteca               | 5 de agosto | 21:00     | 45 256       |            |                      | 8          | 0         |           |
| Guadalajara | 2 - 2     | Necaxa        | Chivas               | 5 de agosto | 21:06     | 35 888       |            | Archivo:Logo TDN.png | 8          | 0         |           |
| Toluca      | 3 - 2     | Atlas         | Nemesio Díez         | 6 de agosto | 12:00     | 21 527       |            |                      | 7          | 0         |           |
| Veracruz    | 2 - 0     | Puebla        | Luis "Pirata" Fuente | 6 de agosto | 18:30     | 14 364       |            |                      | 2          | 1         |           |

| Jornada 4     | Jornada 4 | Jornada 4   | Jornada 4              | Jornada 4    | Jornada 4 | Jornada 4    | Jornada 4  | Jornada 4            | Jornada 4  | Jornada 4 | Jornada 4 |
| Local         | Resultado | Visitante   | Estadio                | Fecha        | Hora      | Espectadores | TV abierta | TV restringida       | Amonestado | Expulsado |           |
| ------------- | --------- | ----------- | ---------------------- | ------------ | --------- | ------------ | ---------- | -------------------- | ---------- | --------- | --------- |
| Puebla        | 1 - 1     | Tijuana     | Cuauhtémoc             | 11 de agosto | 19:00     | 8 124        |            |                      | 3          | 0         |           |
| Atlas         | 0 - 1     | América     | Jalisco                | 11 de agosto | 21:00     | 49 313       |            | 7                    | 1          |           |           |
| Querétaro     | 2 - 1     | Morelia     | Corregidora            | 12 de agosto | 17:00     | 18 257       |            |                      | 2          | 0         |           |
| Cruz Azul     | 0 - 0     | Toluca      | Azul                   | 12 de agosto | 17:00     | 23 767       |            | Archivo:Logo TDN.png | 7          | 0         |           |
| Monterrey     | 4 - 1     | Guadalajara | BBVA                   | 12 de agosto | 19:00     | 49 229       |            | Archivo:Logo TDN.png | 4          | 1         |           |
| Pachuca       | 2 - 1     | Tigres      | Hidalgo                | 12 de agosto | 19:06     | 23 583       |            |                      | 5          | 0         |           |
| Necaxa        | 0 - 3     | León        | Victoria               | 12 de agosto | 21:00     | 14 897       |            | Archivo:Logo TDN.png | 4          | 0         |           |
| UNAM          | 2 - 0     | Lobos BUAP  | Olímpico Universitario | 13 de agosto | 12:00     | 22 055       |            |                      | 5          | 1         |           |
| Santos Laguna | 2 - 3     | Veracruz    | Corona TSM             | 13 de agosto | 18:30     | 22 119       |            |                      | 0          | 0         |           |

| Jornada 5   | Jornada 5 | Jornada 5     | Jornada 5            | Jornada 5    | Jornada 5 | Jornada 5    | Jornada 5  | Jornada 5            | Jornada 5  | Jornada 5 | Jornada 5 |
| Local       | Resultado | Visitante     | Estadio              | Fecha        | Hora      | Espectadores | TV abierta | TV restringida       | Amonestado | Expulsado |           |
| ----------- | --------- | ------------- | -------------------- | ------------ | --------- | ------------ | ---------- | -------------------- | ---------- | --------- | --------- |
| Morelia     | 1 - 2     | Pachuca       | Morelos              | 18 de agosto | 19:00     | 22 419       |            |                      | 6          | 0         |           |
| Tijuana     | 2 - 0     | Santos Laguna | Caliente             | 18 de agosto | 21:00     | 26 633       |            | 3                    | 0          |           |           |
| Lobos BUAP  | 2 - 3     | América       | Universitario BUAP   | 19 de agosto | 17:00     | 19 495       |            |                      | 4          | 1         |           |
| Cruz Azul   | 2 - 1     | Atlas         | Azul                 | 19 de agosto | 17:00     | 20 186       |            | Archivo:Logo TDN.png | 5          | 1         |           |
| Tigres      | 2 - 0     | UNAM          | Universitario        | 19 de agosto | 19:00     | 41 427       |            | Archivo:Logo TDN.png | 4          | 0         |           |
| Veracruz    | 1 - 1     | Querétaro     | Luis "Pirata" Fuente | 19 de agosto | 19:00     | 14 136       |            |                      | 5          | 1         |           |
| León        | 1 - 2     | Monterrey     | León                 | 19 de agosto | 19:06     | 21 975       |            |                      | 4          | 0         |           |
| Guadalajara | 0 - 1     | Puebla        | Chivas               | 19 de agosto | 21:06     | 31 433       |            | Archivo:Logo TDN.png | 4          | 2         |           |
| Toluca      | 0 - 0     | Necaxa        | Nemesio Díez         | 20 de agosto | 12:00     | 18 406       |            |                      | 3          | 0         |           |

| Jornada 6     | Jornada 6 | Jornada 6   | Jornada 6              | Jornada 6    | Jornada 6 | Jornada 6    | Jornada 6  | Jornada 6            | Jornada 6  | Jornada 6 | Jornada 6 |
| Local         | Resultado | Visitante   | Estadio                | Fecha        | Hora      | Espectadores | TV abierta | TV restringida       | Amonestado | Expulsado |           |
| ------------- | --------- | ----------- | ---------------------- | ------------ | --------- | ------------ | ---------- | -------------------- | ---------- | --------- | --------- |
| Pachuca       | 4 - 1     | Veracruz    | Hidalgo                | 22 de agosto | 19:06     | 23 421       |            |                      | 3          | 0         |           |
| Atlas         | 1 - 1     | Lobos BUAP  | Jalisco                | 22 de agosto | 20:30     | 25 183       |            |                      | 1          | 0         |           |
| Querétaro     | 1 - 3     | Tijuana     | Corregidora            | 22 de agosto | 21:00     | 13 789       |            |                      | 4          | 0         |           |
| UNAM          | 1 - 2     | Morelia     | Olímpico Universitario | 22 de agosto | 21:00     | 12 165       |            | Archivo:Logo TDN.png | 2          | 0         |           |
| América       | 2 - 2     | Tigres      | Azteca                 | 23 de agosto | 19:00     | 31 620       |            | Archivo:Logo TDN.png | 4          | 0         |           |
| Puebla        | 0 - 1     | León        | Cuauhtémoc             | 23 de agosto | 20:00     | 6 232        |            |                      | 0          | 0         |           |
| Santos Laguna | 1 - 1     | Guadalajara | Corona TSM             | 23 de agosto | 20:30     | 19 591       |            |                      | 1          | 1         |           |
| Necaxa        | 1 - 1     | Cruz Azul   | Victoria               | 23 de agosto | 21:00     | 16 615       |            | Archivo:Logo TDN.png | 0          | 0         |           |
| Monterrey     | 4 - 1     | Toluca      | BBVA                   | 23 de agosto | 21:00     | 46 496       |            |                      | 3          | 0         |           |

| Jornada 7   | Jornada 7 | Jornada 7     | Jornada 7            | Jornada 7    | Jornada 7 | Jornada 7    | Jornada 7  | Jornada 7            | Jornada 7  | Jornada 7 | Jornada 7 |
| Local       | Resultado | Visitante     | Estadio              | Fecha        | Hora      | Espectadores | TV abierta | TV restringida       | Amonestado | Expulsado |           |
| ----------- | --------- | ------------- | -------------------- | ------------ | --------- | ------------ | ---------- | -------------------- | ---------- | --------- | --------- |
| Tijuana     | 2 - 1     | Pachuca       | Caliente             | 25 de agosto | 21:00     | 26 733       |            |                      | 5          | 1         |           |
| Cruz Azul   | 1 - 1     | Monterrey     | Azul                 | 26 de agosto | 17:00     | 21 453       |            | Archivo:Logo TDN.png | 2          | 0         |           |
| Tigres      | 3 - 2     | Lobos BUAP    | Universitario        | 26 de agosto | 19:06     | 41 329       |            | Archivo:Logo TDN.png | 1          | 0         |           |
| León        | 1 - 2     | Santos Laguna | León                 | 26 de agosto | 19:06     | 17 630       |            |                      | 2          | 0         |           |
| Morelia     | 2 - 0     | América       | Morelos              | 26 de agosto | 20:00     | 31 134       |            |                      | 3          | 0         |           |
| Necaxa      | 2 - 1     | Atlas         | Victoria             | 26 de agosto | 21:06     | 13 356       |            |                      | 1          | 0         |           |
| Guadalajara | 0 - 0     | Querétaro     | Chivas               | 26 de agosto | 21:06     | 23 411       |            | Archivo:Logo TDN.png | 3          | 0         |           |
| Toluca      | 2 - 1     | Puebla        | Nemesio Díez         | 27 de agosto | 12:00     | 12 584       |            |                      | 1          | 0         |           |
| Veracruz    | 1 - 0     | UNAM          | Luis "Pirata" Fuente | 27 de agosto | 18:05     | 14 253       |            |                      | 3          | 1         |           |

| Jornada 8     | Jornada 8                                                      | Jornada 8   | Jornada 8              | Jornada 8        | Jornada 8 | Jornada 8    | Jornada 8  | Jornada 8            | Jornada 8  | Jornada 8 | Jornada 8 |
| Local         | Resultado                                                      | Visitante   | Estadio                | Fecha            | Hora      | Espectadores | TV abierta | TV restringida       | Amonestado | Expulsado |           |
| ------------- | -------------------------------------------------------------- | ----------- | ---------------------- | ---------------- | --------- | ------------ | ---------- | -------------------- | ---------- | --------- | --------- |
| Puebla        | 0 - 0                                                          | Cruz Azul   | Cuauhtémoc             | 8 de septiembre  | 19:00     | 16 716       |            |                      | 3          | 0         |           |
| Lobos BUAP    | 1 - 3                                                          | Morelia     | Universitario BUAP     | 9 de septiembre  | 17:00     | 12 623       |            | Lobos TV             | 2          | 0         |           |
| Querétaro     | 1 - 2                                                          | León        | Corregidora            | 9 de septiembre  | 17:00     | 21 130       |            |                      | 3          | 0         |           |
| Monterrey     | 1 - 0                                                          | Necaxa      | BBVA                   | 9 de septiembre  | 19:00     | 50 721       |            | Archivo:Logo TDN.png | 2          | 0         |           |
| Pachuca       | 1 - 3                                                          | Guadalajara | Hidalgo                | 9 de septiembre  | 19:06     | 17 511       |            |                      | 3          | 1         |           |
| América       | 2 - 0                                                          | Veracruz    | Azteca                 | 9 de septiembre  | 21:00     | 19 081       |            | Archivo:Logo TDN.png | 4          | 1         |           |
| UNAM          | 0 - 2                                                          | Tijuana     | Olímpico Universitario | 10 de septiembre | 12:00     | 14 343       |            | Archivo:Logo TDN.png | 1          | 0         |           |
| Santos Laguna | 0 - 0                                                          | Toluca      | Corona TSM             | 10 de septiembre | 18:30     | 19 983       |            |                      | 2          | 1         |           |
| Atlas         | 1 - 1 Archivado el 9 de septiembre de 2017 en Wayback Machine. | Tigres      | Jalisco                | 1 de noviembre   | 21:00     | 27 260       |            |                      | 3          | 1         |           |

| Jornada 9   | Jornada 9 | Jornada 9     | Jornada 9            | Jornada 9        | Jornada 9 | Jornada 9    | Jornada 9  | Jornada 9            | Jornada 9  | Jornada 9 | Jornada 9 |
| Local       | Resultado | Visitante     | Estadio              | Fecha            | Hora      | Espectadores | TV abierta | TV restringida       | Amonestado | Expulsado |           |
| ----------- | --------- | ------------- | -------------------- | ---------------- | --------- | ------------ | ---------- | -------------------- | ---------- | --------- | --------- |
| Morelia     | 3 - 3     | Tigres        | Morelos              | 15 de septiembre | 19:00     | 25 287       |            |                      | 2          | 0         |           |
| Tijuana     | 1 - 1     | América       | Caliente             | 15 de septiembre | 21:00     | 27 333       |            |                      | 2          | 0         |           |
| Cruz Azul   | 2 - 1     | Santos Laguna | Azul                 | 16 de septiembre | 17:00     | 18 141       |            | Archivo:Logo TDN.png | 1          | 0         |           |
| Monterrey   | 2 - 1     | Atlas         | BBVA                 | 16 de septiembre | 19:00     | 47 106       | 3          | Archivo:Logo TDN.png | 0          |           |           |
| León        | 3 - 1     | Pachuca       | León                 | 16 de septiembre | 19:06     | 17 124       |            |                      | 2          | 1         |           |
| Necaxa      | 1 - 1     | Puebla        | Victoria             | 16 de septiembre | 21:00     | 8 456        |            |                      | 1          | 0         |           |
| Guadalajara | 1 - 1     | UNAM          | Chivas               | 16 de septiembre | 21:06     | 35 013       |            | Archivo:Logo TDN.png | 2          | 0         |           |
| Toluca      | 3 - 2     | Querétaro     | Nemesio Díez         | 17 de septiembre | 12:00     | 19 624       |            |                      | 2          | 0         |           |
| Veracruz    | 0 - 1     | Lobos BUAP    | Luis "Pirata" Fuente | 17 de septiembre | 18:30     | 11 837       |            |                      | 0          | 0         |           |

| Jornada 10    | Jornada 10 | Jornada 10  | Jornada 10             | Jornada 10    | Jornada 10 | Jornada 10   | Jornada 10 | Jornada 10           | Jornada 10 | Jornada 10 | Jornada 10 |
| Local         | Resultado  | Visitante   | Estadio                | Fecha         | Hora       | Espectadores | TV abierta | TV restringida       | Amonestado | Expulsado  |            |
| ------------- | ---------- | ----------- | ---------------------- | ------------- | ---------- | ------------ | ---------- | -------------------- | ---------- | ---------- | ---------- |
| Lobos BUAP    | 1 - 2      | Tijuana     | Universitario BUAP     | 17 de octubre | 19:00      | 4 651        |            |                      | 3          | 0          |            |
| Querétaro     | 1 - 2      | Cruz Azul   | Corregidora            | 17 de octubre | 20:00      | 21 952       |            |                      | 8          | 0          |            |
| Tigres        | 1 - 0      | Veracruz    | Universitario          | 17 de octubre | 20:45      | 41 235       |            |                      | 4          | 0          |            |
| UNAM          | 2 - 0      | León        | Olímpico Universitario | 17 de octubre | 21:00      | 10 100       |            |                      | 2          | 0          |            |
| Atlas         | 0 - 1      | Morelia     | Jalisco                | 17 de octubre | 21:30      | 22 294       |            |                      | 4          | 0          |            |
| Santos Laguna | 3 - 2      | Necaxa      | Corona TSM             | 18 de octubre | 19:00      | 11 956       | a+         | 2                    | 0          |            |            |
| Pachuca       | 2 - 2      | Toluca      | Hidalgo                | 18 de octubre | 19:06      | 15 345       |            |                      | 4          | 2          |            |
| Puebla        | 2 - 0      | Monterrey   | Cuauhtémoc             | 18 de octubre | 21:00      | 6 515        |            |                      | 2          | 1          |            |
| América       | 2 - 1      | Guadalajara | Azteca                 | 18 de octubre | 21:00      | 47 532       |            | Archivo:Logo TDN.png | 2          | 0          |            |

| Jornada 11  | Jornada 11 | Jornada 11    | Jornada 11           | Jornada 11       | Jornada 11 | Jornada 11   | Jornada 11 | Jornada 11           | Jornada 11 | Jornada 11 | Jornada 11 |
| Local       | Resultado  | Visitante     | Estadio              | Fecha            | Hora       | Espectadores | TV abierta | TV restringida       | Amonestado | Expulsado  |            |
| ----------- | ---------- | ------------- | -------------------- | ---------------- | ---------- | ------------ | ---------- | -------------------- | ---------- | ---------- | ---------- |
| Guadalajara | 1 - 2      | Lobos BUAP    | Chivas               | 26 de septiembre | 19:06      | 20 707       |            | Archivo:Logo TDN.png | 1          | 0          |            |
| Puebla      | 1 - 2      | Atlas         | Cuauhtémoc           | 26 de septiembre | 20:00      | 5 127        |            |                      | 2          | 0          |            |
| Veracruz    | 2 - 1      | Morelia       | Luis "Pirata" Fuente | 26 de septiembre | 21:30      | 11 375       |            |                      | 3          | 1          |            |
| Tijuana     | 0 - 1      | Tigres        | Caliente             | 26 de septiembre | 23:15      | 25 333       |            |                      | 2          | 0          |            |
| León        | 2 - 1      | América       | León                 | 27 de septiembre | 19:06      | 25 450       |            |                      | 1          | 0          |            |
| Toluca      | 2 - 1      | UNAM          | Nemesio Díez         | 27 de septiembre | 21:00      | 22 558       |            | Archivo:Logo TDN.png | 0          | 0          |            |
| Necaxa      | 1 - 0      | Querétaro     | Victoria             | 27 de septiembre | 21:00      | 7 225        |            |                      | 1          | 0          |            |
| Pachuca     | 4 - 0      | Cruz Azul     | Hidalgo              | 27 de septiembre | 21:00      | 25 138       |            |                      | 1          | 0          |            |
| Monterrey   | 1 - 1      | Santos Laguna | BBVA                 | 9 de noviembre   | 21:00      | 42 953       |            |                      | 3          | 1          |            |

| Jornada 12    | Jornada 12 | Jornada 12  | Jornada 12         | Jornada 12       | Jornada 12 | Jornada 12   | Jornada 12 | Jornada 12           | Jornada 12 | Jornada 12 | Jornada 12 |
| Local         | Resultado  | Visitante   | Estadio            | Fecha            | Hora       | Espectadores | TV abierta | TV restringida       | Amonestado | Expulsado  |            |
| ------------- | ---------- | ----------- | ------------------ | ---------------- | ---------- | ------------ | ---------- | -------------------- | ---------- | ---------- | ---------- |
| Morelia       | 3 - 0      | Tijuana     | Morelos            | 29 de septiembre | 19:00      | 18 099       |            |                      | 4          | 1          |            |
| Atlas         | 2 - 0      | Veracruz    | Jalisco            | 29 de septiembre | 21:00      | 24 155       |            | 4                    | 0          |            |            |
| Lobos BUAP    | 0 - 3      | León        | Universitario BUAP | 30 de septiembre | 17:00      | 9 464        |            |                      | 7          | 0          |            |
| Querétaro     | 2 - 2      | Monterrey   | Corregidora        | 30 de septiembre | 17:00      | 18 348       |            |                      | 8          | 0          |            |
| Tigres        | 1 - 0      | Guadalajara | Universitario      | 30 de septiembre | 19:00      | 41 322       |            | Archivo:Logo TDN.png | 4          | 0          |            |
| Pachuca       | 0 - 0      | Necaxa      | Hidalgo            | 30 de septiembre | 19:06      | 24 785       |            |                      | 2          | 0          |            |
| Toluca        | 1 - 2      | América     | Nemesio Díez       | 30 de septiembre | 21:00      | 27 480       |            | Archivo:Logo TDN.png | 11         | 1          |            |
| UNAM          | 1 - 4      | Cruz Azul   | Corregidora        | 1 de octubre     | 16:05      | 22 179       | 2          | Archivo:Logo TDN.png | 0          |            |            |
| Santos Laguna | 0 - 0      | Puebla      | Corona TSM         | 1 de octubre     | 18:30      | 17 437       |            |                      | 2          | 0          |            |

| Jornada 13    | Jornada 13 | Jornada 13 | Jornada 13   | Jornada 13    | Jornada 13 | Jornada 13   | Jornada 13 | Jornada 13           | Jornada 13 | Jornada 13 | Jornada 13 |
| Local         | Resultado  | Visitante  | Estadio      | Fecha         | Hora       | Espectadores | TV abierta | TV restringida       | Amonestado | Expulsado  |            |
| ------------- | ---------- | ---------- | ------------ | ------------- | ---------- | ------------ | ---------- | -------------------- | ---------- | ---------- | ---------- |
| Toluca        | 3 - 1      | Lobos BUAP | Nemesio Díez | 11 de octubre | 21:00      | 19 186       |            |                      | 3          | 0          |            |
| Puebla        | 2 - 2      | Querétaro  | Cuauhtémoc   | 13 de octubre | 19:00      | 4 802        |            |                      | 4          | 0          |            |
| Tijuana       | 0 - 0      | Veracruz   | Caliente     | 13 de octubre | 21:00      | 25 542       |            | 2                    | 0          |            |            |
| Cruz Azul     | 1 - 3      | América    | Azul         | 14 de octubre | 17:00      | 27 649       |            | Archivo:Logo TDN.png | 5          | 1          |            |
| Monterrey     | 2 - 0      | Pachuca    | BBVA         | 14 de octubre | 19:00      | 46 888       |            | Archivo:Logo TDN.png | 4          | 0          |            |
| León          | 1 - 0      | Tigres     | León         | 14 de octubre | 19:06      | 24 271       |            |                      | 3          | 0          |            |
| Necaxa        | 0 - 0      | UNAM       | Victoria     | 14 de octubre | 21:00      | 15 606       |            | Archivo:Logo TDN.png | 1          | 0          |            |
| Guadalajara   | 1 - 2      | Morelia    | Chivas       | 14 de octubre | 21:06      | 27 189       |            |                      | 3          | 0          |            |
| Santos Laguna | 0 - 1      | Atlas      | Corona TSM   | 15 de octubre | 18:30      | 18 281       |            |                      | 5          | 0          |            |

| Jornada 14 | Jornada 14 | Jornada 14    | Jornada 14             | Jornada 14    | Jornada 14 | Jornada 14   | Jornada 14 | Jornada 14           | Jornada 14 | Jornada 14 | Jornada 14 |
| Local      | Resultado  | Visitante     | Estadio                | Fecha         | Hora       | Espectadores | TV abierta | TV restringida       | Amonestado | Expulsado  |            |
| ---------- | ---------- | ------------- | ---------------------- | ------------- | ---------- | ------------ | ---------- | -------------------- | ---------- | ---------- | ---------- |
| Morelia    | 0 - 0      | León          | Morelos                | 20 de octubre | 19:00      | 22 422       |            |                      | 3          | 0          |            |
| Atlas      | 1 - 0      | Tijuana       | Jalisco                | 20 de octubre | 21:00      | 23 989       |            |                      | 2          | 0          |            |
| Querétaro  | 1 - 2      | Santos Laguna | Corregidora            | 21 de octubre | 17:00      | 15 249       |            |                      | 4          | 0          |            |
| Lobos BUAP | 3 - 0      | Cruz Azul     | Universitario BUAP     | 21 de octubre | 17:00      | 14 230       |            |                      | 3          | 0          |            |
| Tigres     | 3 - 0      | Toluca        | Universitario          | 21 de octubre | 19:00      | 41 405       |            | 4                    | 1          |            |            |
| Pachuca    | 1 - 0      | Puebla        | Hidalgo                | 21 de octubre | 19:06      | 21 732       |            |                      | 3          | 0          |            |
| América    | 0 - 1      | Necaxa        | Azteca                 | 21 de octubre | 21:00      | 22 680       |            | Archivo:Logo TDN.png | 4          | 0          |            |
| UNAM       | 0 - 1      | Monterrey     | Olímpico Universitario | 22 de octubre | 12:00      | 17 845       |            |                      | 3          | 0          |            |
| Veracruz   | 2 - 3      | Guadalajara   | Luis "Pirata" Fuente   | 22 de octubre | 19:15      | 14 404       |            |                      | 4          | 0          |            |

| Jornada 15    | Jornada 15 | Jornada 15 | Jornada 15   | Jornada 15    | Jornada 15 | Jornada 15   | Jornada 15 | Jornada 15           | Jornada 15 | Jornada 15 | Jornada 15 |
| Local         | Resultado  | Visitante  | Estadio      | Fecha         | Hora       | Espectadores | TV abierta | TV restringida       | Amonestado | Expulsado  |            |
| ------------- | ---------- | ---------- | ------------ | ------------- | ---------- | ------------ | ---------- | -------------------- | ---------- | ---------- | ---------- |
| Puebla        | 3 - 0      | UNAM       | Cuauhtémoc   | 27 de octubre | 19:00      | 12 481       |            |                      | 3          | 1          |            |
| Querétaro     | 2 - 2      | Atlas      | Corregidora  | 28 de octubre | 17:00      | 19 855       |            |                      | 3          | 0          |            |
| Cruz Azul     | 1 - 2      | Tigres     | Azul         | 28 de octubre | 17:00      | 17 254       |            | Archivo:Logo TDN.png | 4          | 0          |            |
| Monterrey     | 2 - 0      | América    | BBVA         | 28 de octubre | 19:00      | 51 507       |            | Archivo:Logo TDN.png | 4          | 1          |            |
| León          | 6 - 2      | Veracruz   | León         | 28 de octubre | 19:06      | 16 400       |            |                      | 3          | 2          |            |
| Necaxa        | 5 - 0      | Lobos BUAP | Victoria     | 28 de octubre | 21:00      | 12 822       |            |                      | 3          | 0          |            |
| Guadalajara   | 3 - 1      | Tijuana    | Chivas       | 28 de octubre | 21:06      | 23 536       |            | Archivo:Logo TDN.png | 4          | 0          |            |
| Toluca        | 0 - 1      | Morelia    | Nemesio Díez | 29 de octubre | 12:00      | 15 606       |            |                      | 4          | 0          |            |
| Santos Laguna | 2 - 2      | Pachuca    | Corona TSM   | 29 de octubre | 19:15      | 18 168       |            |                      | 4          | 0          |            |

| Jornada 16  | Jornada 16 | Jornada 16    | Jornada 16             | Jornada 16     | Jornada 16 | Jornada 16   | Jornada 16 | Jornada 16           | Jornada 16 | Jornada 16 | Jornada 16 |
| Local       | Resultado  | Visitante     | Estadio                | Fecha          | Hora       | Espectadores | TV abierta | TV restringida       | Amonestado | Expulsado  |            |
| ----------- | ---------- | ------------- | ---------------------- | -------------- | ---------- | ------------ | ---------- | -------------------- | ---------- | ---------- | ---------- |
| Morelia     | 1 - 2      | Cruz Azul     | Morelos                | 3 de noviembre | 19:00      | 27 850       |            |                      | 8          | 1          |            |
| Tijuana     | 2 - 1      | León          | Caliente               | 3 de noviembre | 21:00      | 26 333       |            | 5                    | 0          |            |            |
| Lobos BUAP  | 2 - 1      | Monterrey     | Universitario BUAP     | 4 de noviembre | 17:00      | 8 334        |            |                      | 3          | 0          |            |
| Pachuca     | 0 - 1      | Querétaro     | Hidalgo                | 4 de noviembre | 19:06      | 22 351       |            |                      | 4          | 0          |            |
| América     | 1 - 1      | Puebla        | Azteca                 | 4 de noviembre | 21:00      | 21 273       |            |                      | 3          | 0          |            |
| Guadalajara | 1 - 2      | Atlas         | Chivas                 | 4 de noviembre | 21:06      | 20 305       |            | Archivo:Logo TDN.png | 3          | 0          |            |
| UNAM        | 2 - 2      | Santos Laguna | Olímpico Universitario | 5 de noviembre | 12:00      | 15 719       |            | Archivo:Logo TDN.png | 4          | 0          |            |
| Tigres      | 1 - 0      | Necaxa        | Universitario          | 5 de noviembre | 19:00      | 41 210       |            | Archivo:Logo TDN.png | 3          | 0          |            |
| Veracruz    | 0 - 1      | Toluca        | Luis "Pirata" Fuente   | 5 de noviembre | 19:15      | 18 929       |            |                      | 2          | 0          |            |

| Jornada 17    | Jornada 17 | Jornada 17  | Jornada 17   | Jornada 17      | Jornada 17 | Jornada 17   | Jornada 17 | Jornada 17           | Jornada 17 | Jornada 17 | Jornada 17 |
| Local         | Resultado  | Visitante   | Estadio      | Fecha           | Hora       | Espectadores | TV abierta | TV restringida       | Amonestado | Expulsado  |            |
| ------------- | ---------- | ----------- | ------------ | --------------- | ---------- | ------------ | ---------- | -------------------- | ---------- | ---------- | ---------- |
| Puebla        | 0 - 1      | Lobos BUAP  | Cuauhtémoc   | 17 de noviembre | 19:00      | 45 527       |            |                      | 3          | 0          |            |
| Atlas         | 1 - 1      | Pachuca     | Jalisco      | 17 de noviembre | 21:00      | 49 479       |            |                      | 2          | 0          |            |
| Querétaro     | 1 - 1      | UNAM        | Corregidora  | 18 de noviembre | 17:00      | 18 057       |            |                      | 3          | 2          |            |
| Cruz Azul     | 1 - 0      | Veracruz    | Azul         | 18 de noviembre | 17:00      | 26 149       |            | Archivo:Logo TDN.png | 3          | 1          |            |
| Monterrey     | 2 - 0      | Tigres      | BBVA         | 18 de noviembre | 19:00      | 51 127       |            | Archivo:Logo TDN.png | 3          | 0          |            |
| León          | 0 - 2      | Guadalajara | León         | 18 de noviembre | 19:06      | 24 001       |            |                      | 3          | 0          |            |
| Necaxa        | 1 - 2      | Morelia     | Victoria     | 18 de noviembre | 21:00      | 17 750       |            | Archivo:Logo TDN.png | 2          | 0          |            |
| Toluca        | 3 - 1      | Tijuana     | Nemesio Díez | 19 de noviembre | 12:00      | 20 269       |            |                      | 3          | 1          |            |
| Santos Laguna | 0 - 1      | América     | Corona TSM   | 19 de noviembre | 18:30      | 27 849       |            |                      | 3          | 0          |            |

## Tabla general
| Pos. | Equipo      | Pts. | PJ | G  | E | P  | GF | GC | Dif. | Clasificación                   |
| ---- | ----------- | ---- | -- | -- | - | -- | -- | -- | ---- | ------------------------------- |
| 1    | Monterrey   | 37   | 17 | 11 | 4 | 2  | 29 | 12 | +17  | Cuartos de final de la liguilla |
| 2    | Tigres (C)  | 32   | 17 | 9  | 5 | 3  | 28 | 16 | +12  | Cuartos de final de la liguilla |
| 3    | América     | 30   | 17 | 9  | 3 | 5  | 23 | 18 | +5   | Cuartos de final de la liguilla |
| 4    | Morelia     | 29   | 17 | 8  | 5 | 4  | 25 | 17 | +8   | Cuartos de final de la liguilla |
| 5    | Toluca      | 29   | 17 | 8  | 5 | 4  | 24 | 21 | +3   | Cuartos de final de la liguilla |
| 6    | Cruz Azul   | 27   | 17 | 7  | 6 | 4  | 22 | 22 | 0    | Cuartos de final de la liguilla |
| 7    | León        | 26   | 17 | 8  | 2 | 7  | 27 | 23 | +4   | Cuartos de final de la liguilla |
| 8    | Atlas       | 25   | 17 | 7  | 4 | 6  | 23 | 19 | +4   | Cuartos de final de la liguilla |
| 9    | Necaxa      | 24   | 17 | 6  | 6 | 5  | 19 | 15 | +4   |                                 |
| 10   | Lobos BUAP  | 23   | 17 | 7  | 2 | 8  | 26 | 31 | −5   |                                 |
| 11   | Tijuana     | 21   | 17 | 6  | 3 | 8  | 17 | 23 | −6   |                                 |
| 12   | Pachuca     | 19   | 17 | 5  | 4 | 8  | 23 | 25 | −2   |                                 |
| 13   | Guadalajara | 18   | 17 | 4  | 6 | 7  | 21 | 23 | −2   |                                 |
| 14   | Santos      | 18   | 17 | 3  | 9 | 5  | 20 | 23 | −3   |                                 |
| 15   | Puebla      | 16   | 17 | 3  | 7 | 7  | 14 | 20 | −6   |                                 |
| 16   | Querétaro   | 16   | 17 | 3  | 7 | 7  | 19 | 27 | −8   |                                 |
| 17   | Veracruz    | 14   | 17 | 4  | 2 | 11 | 14 | 28 | −14  |                                 |
| 18   | UNAM        | 13   | 17 | 3  | 4 | 10 | 14 | 25 | −11  |                                 |

 Fuente: página oficial de la competición

### Evolución de la Clasificación
| Equipo / Jornada | 01 | 02 | 03 | 04 | 05 | 06 | 07 | 08 | 09 | 10 | 11 | 12 | 13 | 14 | 15 | 16 | 17 |
| ---------------- | -- | -- | -- | -- | -- | -- | -- | -- | -- | -- | -- | -- | -- | -- | -- | -- | -- |
| Monterrey        | 9  | 7  | 2  | 1  | 1  | 1  | 1  | 1  | 1  | 1  | 1  | 1  | 1  | 1  | 1  | 1  | 1  |
| Tigres           | 1  | 3  | 7  | 11 | 5  | 4  | 3  | 5  | 6  | 4  | 3  | 5  | 4  | 3  | 2  | 2  | 2  |
| América          | 14 | 8  | 6  | 2  | 2  | 2  | 2  | 2  | 2  | 2  | 3  | 2  | 2  | 2  | 5  | 3  | 3  |
| Morelia          | 12 | 13 | 12 | 14 | 16 | 14 | 9  | 6  | 7  | 10 | 8  | 6  | 5  | 4  | 3  | 4  | 4  |
| Toluca           | 10 | 6  | 3  | 3  | 4  | 6  | 4  | 4  | 3  | 3  | 2  | 5  | 3  | 6  | 8  | 6  | 5  |
| Cruz Azul        | 4  | 5  | 8  | 8  | 3  | 3  | 6  | 7  | 4  | 4  | 7  | 6  | 7  | 8  | 9  | 9  | 6  |
| León             | 17 | 18 | 15 | 12 | 14 | 11 | 15 | 9  | 8  | 5  | 4  | 3  | 6  | 5  | 4  | 5  | 7  |
| Atlas            | 2  | 1  | 5  | 7  | 10 | 10 | 13 | 16 | 16 | 16 | 11 | 9  | 10 | 9  | 8  | 8  | 8  |
| Necaxa           | 3  | 2  | 4  | 5  | 6  | 7  | 5  | 8  | 9  | 9  | 6  | 7  | 8  | 7  | 6  | 7  | 9  |
| Lobos BUAP       | 8  | 4  | 1  | 4  | 8  | 8  | 12 | 13 | 10 | 8  | 9  | 11 | 12 | 12 | 12 | 11 | 10 |
| Tijuana          | 15 | 16 | 18 | 18 | 15 | 12 | 7  | 3  | 5  | 5  | 9  | 10 | 9  | 10 | 11 | 10 | 11 |
| Pachuca          | 13 | 15 | 17 | 16 | 12 | 5  | 10 | 11 | 12 | 13 | 12 | 13 | 11 | 11 | 10 | 12 | 12 |
| Guadalajara      | 11 | 12 | 11 | 15 | 18 | 18 | 17 | 15 | 13 | 12 | 14 | 16 | 18 | 15 | 14 | 15 | 13 |
| Santos Laguna    | 7  | 11 | 10 | 13 | 17 | 17 | 14 | 14 | 15 | 16 | 15 | 15 | 14 | 13 | 13 | 13 | 14 |
| Puebla           | 18 | 14 | 16 | 17 | 13 | 16 | 18 | 18 | 18 | 18 | 17 | 17 | 15 | 16 | 15 | 14 | 15 |
| Querétaro        | 5  | 10 | 9  | 6  | 7  | 9  | 11 | 12 | 14 | 15 | 14 | 14 | 17 | 18 | 17 | 16 | 16 |
| Veracruz         | 16 | 17 | 14 | 10 | 9  | 13 | 8  | 10 | 11 | 11 | 13 | 12 | 13 | 14 | 16 | 17 | 17 |
| UNAM             | 6  | 9  | 13 | 9  | 11 | 15 | 16 | 17 | 17 | 17 | 18 | 18 | 16 | 17 | 18 | 18 | 18 |

## Tabla de Cocientes
| Posición | Equipo      | A15 | C16 | A16 | C17 | A17 | Puntos | Juegos | Dif | Cociente |
| -------- | ----------- | --- | --- | --- | --- | --- | ------ | ------ | --- | -------- |
| 1        | Monterrey   | 23  | 37  | 25  | 27  | 37  | 149    | 85     | 52  | 1.7529   |
| 2        | Tigres      | 28  | 24  | 30  | 25  | 32  | 139    | 85     | 55  | 1.6353   |
| 3        | América     | 28  | 29  | 28  | 24  | 30  | 139    | 85     | 29  | 1.6353   |
| 4        | Toluca      | 32  | 22  | 24  | 27  | 29  | 134    | 85     | 13  | 1.5765   |
| 5        | León        | 30  | 30  | 26  | 20  | 26  | 132    | 85     | 13  | 1.5529   |
| 6        | Pachuca     | 21  | 30  | 31  | 24  | 19  | 125    | 85     | 25  | 1.4706   |
| 7        | Morelia     | 23  | 28  | 20  | 24  | 29  | 124    | 85     | 6   | 1.4588   |
| 8        | Guadalajara | 21  | 28  | 28  | 27  | 18  | 122    | 85     | 12  | 1.4353   |
| 9        | Tijuana     | 16  | 18  | 33  | 31  | 21  | 119    | 85     | -4  | 1.4000   |
| 10       | Necaxa      | -   | -   | 26  | 21  | 24  | 71     | 51     | 5   | 1.3922   |
| 11       | UNAM        | 35  | 22  | 27  | 18  | 13  | 115    | 85     | 2   | 1.3529   |
| 12       | Lobos BUAP  | -   | -   | -   | -   | 23  | 23     | 17     | -5  | 1.3529   |
| 13       | Cruz Azul   | 20  | 22  | 19  | 21  | 27  | 109    | 85     | -4  | 1.2824   |
| 14       | Santos      | 17  | 27  | 16  | 26  | 18  | 104    | 85     | -10 | 1.2235   |
| 15       | Atlas       | 17  | 14  | 19  | 26  | 25  | 101    | 85     | -15 | 1.1882   |
| 16       | Puebla      | 27  | 22  | 20  | 16  | 16  | 101    | 85     | -21 | 1.1882   |
| 17       | Querétaro   | 22  | 19  | 20  | 19  | 16  | 96     | 85     | -23 | 1.1294   |
| 18       | Veracruz    | 27  | 14  | 12  | 21  | 14  | 88     | 85     | -56 | 1.0353   |

|  | Último lugar en la tabla de cociente. |

## Liguilla
|  | Cuartos de final                                         | Cuartos de final                                         | Cuartos de final                                         | Cuartos de final                                         | Cuartos de final                                         |   |   | Semifinales                                            | Semifinales                                            | Semifinales                                            | Semifinales                                            | Semifinales                                            |  |   | Final                                         | Final                                         | Final                                         | Final                                         | Final                                         |  |

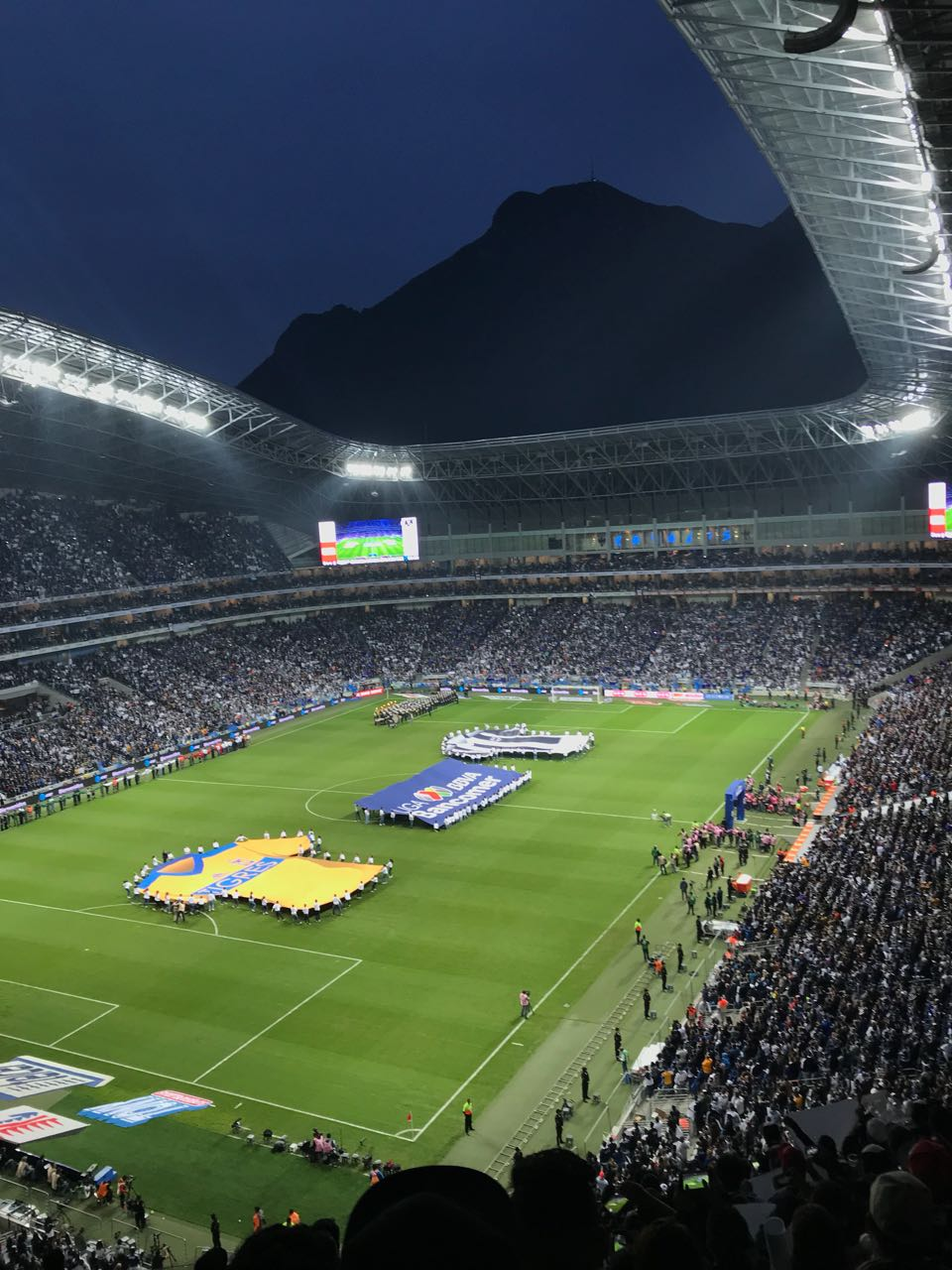
Juego de vuelta de la final.

|  | 22 y 23 de noviembre (ida) 25 y 26 de noviembre (vuelta) | 22 y 23 de noviembre (ida) 25 y 26 de noviembre (vuelta) | 22 y 23 de noviembre (ida) 25 y 26 de noviembre (vuelta) | 22 y 23 de noviembre (ida) 25 y 26 de noviembre (vuelta) | 22 y 23 de noviembre (ida) 25 y 26 de noviembre (vuelta) |   |   | 29 y 30 de noviembre (ida) 2 y 3 de diciembre (vuelta) | 29 y 30 de noviembre (ida) 2 y 3 de diciembre (vuelta) | 29 y 30 de noviembre (ida) 2 y 3 de diciembre (vuelta) | 29 y 30 de noviembre (ida) 2 y 3 de diciembre (vuelta) | 29 y 30 de noviembre (ida) 2 y 3 de diciembre (vuelta) |  |   | 7 de diciembre (ida) 10 de diciembre (vuelta) | 7 de diciembre (ida) 10 de diciembre (vuelta) | 7 de diciembre (ida) 10 de diciembre (vuelta) | 7 de diciembre (ida) 10 de diciembre (vuelta) | 7 de diciembre (ida) 10 de diciembre (vuelta) |  |
|  |                                                          |                                                          |                                                          |                                                          |                                                          |   |   |                                                        |                                                        |                                                        |                                                        |                                                        |  |   |                                               |                                               |                                               |                                               |                                               |  |
|  |                                                          |                                                          |                                                          |                                                          |                                                          |   |   |                                                        |                                                        |                                                        |                                                        |                                                        |  |   |                                               |                                               |                                               |                                               |                                               |  |
|  | 1                                                        | Monterrey                                                | 2                                                        | 4                                                        | 6                                                        |   |   |                                                        |                                                        |                                                        |                                                        |                                                        |  |   |                                               |                                               |                                               |                                               |                                               |  |
|  | 1                                                        | Monterrey                                                | 2                                                        | 4                                                        | 6                                                        |   |   |                                                        |                                                        |                                                        |                                                        |                                                        |  |   |                                               |                                               |                                               |                                               |                                               |  |
|  | 8                                                        | Atlas                                                    | 1                                                        | 1                                                        | 2                                                        |   |   |                                                        |                                                        |                                                        |                                                        |                                                        |  |   |                                               |                                               |                                               |                                               |                                               |  |
|  | 8                                                        | Atlas                                                    | 1                                                        | 1                                                        | 2                                                        |   | 1 | Monterrey                                              | 1                                                      | 4                                                      | 5                                                      |                                                        |  |   |                                               |                                               |                                               |                                               |                                               |  |
|  |                                                          |                                                          |                                                          |                                                          |                                                          |   | 1 | Monterrey                                              | 1                                                      | 4                                                      | 5                                                      |                                                        |  |   |                                               |                                               |                                               |                                               |                                               |  |
|  |                                                          |                                                          | 4                                                        | Morelia                                                  | 0                                                        | 0 | 0 |                                                        |                                                        |                                                        |                                                        |                                                        |  |   |                                               |                                               |                                               |                                               |                                               |  |
|  | 4                                                        | Morelia (*)                                              | 4                                                        | Morelia                                                  | 0                                                        | 0 | 0 | 1                                                      | 2                                                      | 3                                                      |                                                        |                                                        |  |   |                                               |                                               |                                               |                                               |                                               |  |
|  | 4                                                        | Morelia (*)                                              |                                                          |                                                          |                                                          |   |   |                                                        |                                                        | 3                                                      |                                                        |                                                        |  |   |                                               |                                               |                                               |                                               |                                               |  |
|  | 5                                                        | Toluca                                                   | 2                                                        | 1                                                        | 3                                                        |   |   |                                                        |                                                        |                                                        |                                                        |                                                        |  |   |                                               |                                               |                                               |                                               |                                               |  |
|  | 5                                                        | Toluca                                                   | 2                                                        | 1                                                        | 3                                                        |   |   |                                                        |                                                        |                                                        |                                                        |                                                        |  | 1 | Monterrey                                     | 1                                             | 1                                             | 2                                             |                                               |  |
|  |                                                          |                                                          |                                                          |                                                          |                                                          |   |   |                                                        |                                                        |                                                        |                                                        |                                                        |  | 1 | Monterrey                                     | 1                                             | 1                                             | 2                                             |                                               |  |
|  |                                                          |                                                          | 2                                                        | Tigres                                                   | 1                                                        | 2 | 3 |                                                        |                                                        |                                                        |                                                        |                                                        |  |   |                                               |                                               |                                               |                                               |                                               |  |
|  | 2                                                        | Tigres (*)                                               | 2                                                        | Tigres                                                   | 1                                                        | 2 | 3 | 1                                                      | 1                                                      | 2                                                      |                                                        |                                                        |  |   |                                               |                                               |                                               |                                               |                                               |  |
|  | 2                                                        | Tigres (*)                                               |                                                          |                                                          |                                                          |   |   |                                                        |                                                        | 2                                                      |                                                        |                                                        |  |   |                                               |                                               |                                               |                                               |                                               |  |
|  | 7                                                        | León                                                     | 1                                                        | 1                                                        | 2                                                        |   |   |                                                        |                                                        |                                                        |                                                        |                                                        |  |   |                                               |                                               |                                               |                                               |                                               |  |
|  | 7                                                        | León                                                     | 1                                                        | 1                                                        | 2                                                        |   | 2 | Tigres                                                 | 1                                                      | 3                                                      | 4                                                      |                                                        |  |   |                                               |                                               |                                               |                                               |                                               |  |
|  |                                                          |                                                          |                                                          |                                                          |                                                          |   | 2 | Tigres                                                 | 1                                                      | 3                                                      | 4                                                      |                                                        |  |   |                                               |                                               |                                               |                                               |                                               |  |
|  |                                                          |                                                          | 3                                                        | América                                                  | 0                                                        | 0 | 0 |                                                        |                                                        |                                                        |                                                        |                                                        |  |   |                                               |                                               |                                               |                                               |                                               |  |
|  | 3                                                        | América (*)                                              | 3                                                        | América                                                  | 0                                                        | 0 | 0 | 0                                                      | 0                                                      | 0                                                      |                                                        |                                                        |  |   |                                               |                                               |                                               |                                               |                                               |  |
|  | 3                                                        | América (*)                                              |                                                          |                                                          |                                                          |   |   |                                                        |                                                        | 0                                                      |                                                        |                                                        |  |   |                                               |                                               |                                               |                                               |                                               |  |
|  | 6                                                        | Cruz Azul                                                | 0                                                        | 0                                                        | 0                                                        |   |   |                                                        |                                                        |                                                        |                                                        |                                                        |  |   |                                               |                                               |                                               |                                               |                                               |  |
|  | 6                                                        | Cruz Azul                                                | 0                                                        | 0                                                        | 0                                                        |   |   |                                                        |                                                        |                                                        |                                                        |                                                        |  |   |                                               |                                               |                                               |                                               |                                               |  |
|  |                                                          |                                                          |                                                          |                                                          |                                                          |   |   |                                                        |                                                        |                                                        |                                                        |                                                        |  |   |                                               |                                               |                                               |                                               |                                               |  |

- Campeón y subcampeón clasifican a la Liga de Campeones de la Concacaf 2019.
- Campeón clasifica al Campeón de Campeones 2017-18.
- Califican por su posición en la tabla (*)

### Cuartos de final

#### Monterrey - Atlas
| 23 de noviembre de 2017, 21:30 | Atlas    | 1:2 (1:2) | Monterrey          | Estadio Jalisco, Guadalajara                                               |                                                                            |
|                                | Tabó 34' |           | 4', 16' Funes Mori | Asistencia: 36 334 espectadores Árbitro(s): Luis Enrique Santander Aguirre | Asistencia: 36 334 espectadores Árbitro(s): Luis Enrique Santander Aguirre |

| 26 de noviembre de 2017, 18:00  | Monterrey                                       | 4:1 (4:1) (Global 6:2) | Atlas        | Estadio BBVA Bancomer, Guadalupe                                       |                                                                        |
|                                 | Funes Mori 13' · Sánchez 25' · Hurtado 29', 39' |                        | 33' Caraglio | Asistencia: 45 253 espectadores Árbitro(s): Jorge Isaac Rojas Castillo | Asistencia: 45 253 espectadores Árbitro(s): Jorge Isaac Rojas Castillo |
| Monterrey avanzó a Semifinales. |                                                 |                        |              |                                                                        |                                                                        |

#### Tigres - León
| 22 de noviembre de 2017, 21:36 | León        | 1:1 (0:0) | Tigres     | Estadio Nou Camp, León                                           |                                                                  |
|                                | Boselli 57' |           | 75' Vargas | Asistencia: 15 005 espectadores Árbitro(s): Diego Montaño Robles | Asistencia: 15 005 espectadores Árbitro(s): Diego Montaño Robles |

| 25 de noviembre de 2017, 19:00                              | Tigres     | 1:1 (1:1) (Global 2:2) | León         | Estadio Universitario, San Nicolás                                    |                                                                       |
|                                                             | Gignac 19' |                        | 24' Mosquera | Asistencia: 41 159 espectadores Árbitro(s): Jorge Antonio Pérez Durán | Asistencia: 41 159 espectadores Árbitro(s): Jorge Antonio Pérez Durán |
| Tigres avanzó a Semifinales por mejor posición en la tabla. |            |                        |              |                                                                       |                                                                       |

#### América - Cruz Azul
| 23 de noviembre de 2017, 19:30 | Cruz Azul | 0:0 | América | Estadio Azul, Ciudad de México                                |  |
|                                |           |     |         | Asistencia: 22 889 espectadores Árbitro(s): Jorge Isaac Rojas |  |

| 26 de noviembre de 2017, 20:00                               | América | 0:0 (Global 0:0) | Cruz Azul | Estadio Azteca, Ciudad de México                                      |  |
|                                                              |         |                  |           | Asistencia: 48 391 espectadores Árbitro(s): Fernando Guerrero Ramírez |  |
| América avanzó a Semifinales por mejor posición en la tabla. |         |                  |           |                                                                       |  |

#### Morelia - Toluca
| 22 de noviembre del 2017, 19:30 | Toluca                         | 2:1 (0:0) | Morelia     | Estadio Nemesio Díez, Toluca                                          |                                                                       |
|                                 | Uribe 90+1' · Barrientos 90+4' | Reporte   | 66' Ruidíaz | Asistencia: 15 799 espectadores Árbitro(s): Jorge Antonio Pérez Durán | Asistencia: 15 799 espectadores Árbitro(s): Jorge Antonio Pérez Durán |

| 25 de noviembre del 2017, 21:00                              | Morelia                    | 2:1 (2:1) (Global 3:3) | Toluca   | Estadio Morelos, Morelia                                      |                                                               |
|                                                              | Ruidíaz 5' · Sepúlveda 14' |                        | 4' Uribe | Asistencia: 26 094 espectadores Árbitro(s): Oscar Macías Romo | Asistencia: 26 094 espectadores Árbitro(s): Oscar Macías Romo |
| Morelia avanzó a Semifinales por mejor posición en la tabla. |                            |                        |          |                                                               |                                                               |

### Semifinales

#### Monterrey - Morelia
| 30 de noviembre del 2017, 19:30 | Morelia | 0:1 (0:1) | Monterrey   | Estadio Morelos, Morelia                                              |                                                                       |
|                                 |         |           | 37' Hurtado | Asistencia: 30 473 espectadores Árbitro(s): Jorge Antonio Pérez Durán | Asistencia: 30 473 espectadores Árbitro(s): Jorge Antonio Pérez Durán |

| 3 de diciembre del 2017, 18:00 | Monterrey                              | 4:0 (3:0) (Global 5:0) | Morelia | Estadio BBVA Bancomer, Guadalupe                              |                                                               |
|                                | Funes Mori 10', 29', 53' · Sánchez 22' |                        |         | Asistencia: 50 744 espectadores Árbitro(s): Jorge Isaac Rojas | Asistencia: 50 744 espectadores Árbitro(s): Jorge Isaac Rojas |
| Monterrey avanzó a la Final.   |                                        |                        |         |                                                               |                                                               |

#### Tigres - América
| 29 de noviembre de 2017, 21:00 | América | 0:1 (0:0) | Tigres      | Estadio Azteca, Ciudad de México                              |                                                               |
|                                |         |           | 48' Juninho | Asistencia: 31 566 espectadores Árbitro(s): Oscar Macías Romo | Asistencia: 31 566 espectadores Árbitro(s): Oscar Macías Romo |

| 2 de diciembre de 2017, 19:00 | Tigres                         | 3:0 (0:0) (Global 4:0) | América | Estadio Universitario, San Nicolás                                    |                                                                       |
|                               | Valencia 55', 74' · Gignac 76' |                        |         | Asistencia: 41 580 espectadores Árbitro(s): Fernando Guerrero Ramírez | Asistencia: 41 580 espectadores Árbitro(s): Fernando Guerrero Ramírez |
| Tigres avanzó a la Final.     |                                |                        |         |                                                                       |                                                                       |

### Final

#### Monterrey - Tigres
| 7 de diciembre de 2017, 20:00 | Tigres       | 1:1 (1:1) | Monterrey  | Estadio Universitario, San Nicolás                                     |                                                                        |
|                               | Valencia 25' |           | 7' Sánchez | Asistencia: 44 862 espectadores Árbitro(s): Jorge Isaac Rojas Castillo | Asistencia: 44 862 espectadores Árbitro(s): Jorge Isaac Rojas Castillo |

| 10 de diciembre de 2017, 18:00           | Monterrey | 1:2 (1:2) (Global 2:3) | Tigres                | Estadio BBVA Bancomer, Guadalupe                                      |                                                                       |
|                                          | Pabón 2'  |                        | 30' Vargas · 34' Meza | Asistencia: 51 768 espectadores Árbitro(s): Fernando Guerrero Ramírez | Asistencia: 51 768 espectadores Árbitro(s): Fernando Guerrero Ramírez |
| Tigres Campeón del Torneo Apertura 2017. |           |                        |                       |                                                                       |                                                                       |

#### Final - Ida
| 1     | POR   | Nahuel Guzmán       |     |
| 28    | DEF   | Luis Rodríguez      |     |
| 3     | DEF   | Juninho             |     |
| 4     | DEF   | Hugo Ayala          |     |
| 6     | DEF   | Jorge Torres Nilo   |     |
| 5     | MED   | Rafael Carioca      |     |
| 29    | MED   | Jesús Dueñas        |     |
| 20    | MED   | Javier Aquino       |     |
| 9     | DEL   | Eduardo Vargas      | 79' |
| 13    | DEL   | Enner Valencia      |     |
| 10    | DEL   | André-Pierre Gignac |     |
| D. T. | D. T. | Ricardo Ferretti    |     |

| 1     | POR   | Hugo González      |     |
| 33    | DEF   | Stefan Medina      |     |
| 15    | DEF   | José Basanta       |     |
| 4     | DEF   | Nicolás Sánchez    | 46' |
| 11    | DEF   | Leonel Vangioni    |     |
| 16    | MED   | Celso Ortiz        | 85' |
| 25    | MED   | Jonathan González  |     |
| 13    | MED   | Carlos Sánchez     |     |
| 8     | DEL   | Dorlan Pabón       |     |
| 18    | DEL   | Avilés Hurtado     | 67' |
| 7     | DEL   | Rogelio Funes Mori |     |
| D. T. | D. T. | Antonio Mohamed    |     |

| 18 | Delantero | Ismael Sosa | 79' |

| 3  | Defensa        | César Montes     | 46' |
| 13 | Centrocampista | Jesús Molina     | 67' |
| 14 | Centrocampista | Alfonso González | 85' |

| 26' | Enner Valencia | 1:1 |

| 7' | Nicolás Sánchez | 0:1 |

| 35' · 42' · 64' · 84' | Luis Rodríguez Nahuel Guzmán Jesús Dueñas Hugo Ayala |

| 25' · 30' · 57' · 73' · 80' · 90+3' | Rogelio Funes Mori José Basanta Carlos Sánchez Leonel Vangioni Stefan Medina Jesús Molina |

| 90+1' | Hugo Ayala |

| 87' | Leonel Vangioni |

| Principal  | Jorge Isaac Rojas Castillo       |
| Asistentes | José Luis Camargo Callado        |
|            | Christian Kiabek Espinosa Zavala |
| Cuarto     | Oscar Macías Romo                |

|                    |     |     |
| Tiros              | 8   | 9   |
| Tiros a puerta     | 3   | 5   |
| Faltas             | 7   | 5   |
| Saques de esquina  | 4   | 2   |
| Penaltis           | 1   | 0   |
| Fueras de juego    | 0   | 2   |
| Posesión del balón | 52% | 48% |

| Alineación inicial |

| 1     | POR   | Nahuel Guzmán       |     |
| 28    | DEF   | Luis Rodríguez      |     |
| 3     | DEF   | Juninho             |     |
| 4     | DEF   | Hugo Ayala          |     |
| 6     | DEF   | Jorge Torres Nilo   |     |
| 5     | MED   | Rafael Carioca      |     |
| 29    | MED   | Jesús Dueñas        |     |
| 20    | MED   | Javier Aquino       |     |
| 9     | DEL   | Eduardo Vargas      | 79' |
| 13    | DEL   | Enner Valencia      |     |
| 10    | DEL   | André-Pierre Gignac |     |
| D. T. | D. T. | Ricardo Ferretti    |     |

| 1     | POR   | Hugo González      |     |
| 33    | DEF   | Stefan Medina      |     |
| 15    | DEF   | José Basanta       |     |
| 4     | DEF   | Nicolás Sánchez    | 46' |
| 11    | DEF   | Leonel Vangioni    |     |
| 16    | MED   | Celso Ortiz        | 85' |
| 25    | MED   | Jonathan González  |     |
| 13    | MED   | Carlos Sánchez     |     |
| 8     | DEL   | Dorlan Pabón       |     |
| 18    | DEL   | Avilés Hurtado     | 67' |
| 7     | DEL   | Rogelio Funes Mori |     |
| D. T. | D. T. | Antonio Mohamed    |     |

| 18 | Delantero | Ismael Sosa | 79' |

| 3  | Defensa        | César Montes     | 46' |
| 13 | Centrocampista | Jesús Molina     | 67' |
| 14 | Centrocampista | Alfonso González | 85' |

| 26' | Enner Valencia | 1:1 |

| 7' | Nicolás Sánchez | 0:1 |

| 35' · 42' · 64' · 84' | Luis Rodríguez Nahuel Guzmán Jesús Dueñas Hugo Ayala |

| 25' · 30' · 57' · 73' · 80' · 90+3' | Rogelio Funes Mori José Basanta Carlos Sánchez Leonel Vangioni Stefan Medina Jesús Molina |

| 90+1' | Hugo Ayala |

| 87' | Leonel Vangioni |

| Principal  | Jorge Isaac Rojas Castillo       |
| Asistentes | José Luis Camargo Callado        |
|            | Christian Kiabek Espinosa Zavala |
| Cuarto     | Oscar Macías Romo                |

|                    |     |     |
| Tiros              | 8   | 9   |
| Tiros a puerta     | 3   | 5   |
| Faltas             | 7   | 5   |
| Saques de esquina  | 4   | 2   |
| Penaltis           | 1   | 0   |
| Fueras de juego    | 0   | 2   |
| Posesión del balón | 52% | 48% |

| Alineación inicial |

| 1     | POR   | Nahuel Guzmán       |     |
| 28    | DEF   | Luis Rodríguez      |     |
| 3     | DEF   | Juninho             |     |
| 4     | DEF   | Hugo Ayala          |     |
| 6     | DEF   | Jorge Torres Nilo   |     |
| 5     | MED   | Rafael Carioca      |     |
| 29    | MED   | Jesús Dueñas        |     |
| 20    | MED   | Javier Aquino       |     |
| 9     | DEL   | Eduardo Vargas      | 79' |
| 13    | DEL   | Enner Valencia      |     |
| 10    | DEL   | André-Pierre Gignac |     |
| D. T. | D. T. | Ricardo Ferretti    |     |

| 1     | POR   | Hugo González      |     |
| 33    | DEF   | Stefan Medina      |     |
| 15    | DEF   | José Basanta       |     |
| 4     | DEF   | Nicolás Sánchez    | 46' |
| 11    | DEF   | Leonel Vangioni    |     |
| 16    | MED   | Celso Ortiz        | 85' |
| 25    | MED   | Jonathan González  |     |
| 13    | MED   | Carlos Sánchez     |     |
| 8     | DEL   | Dorlan Pabón       |     |
| 18    | DEL   | Avilés Hurtado     | 67' |
| 7     | DEL   | Rogelio Funes Mori |     |
| D. T. | D. T. | Antonio Mohamed    |     |

| 18 | Delantero | Ismael Sosa | 79' |

| 3  | Defensa        | César Montes     | 46' |
| 13 | Centrocampista | Jesús Molina     | 67' |
| 14 | Centrocampista | Alfonso González | 85' |

| 26' | Enner Valencia | 1:1 |

| 7' | Nicolás Sánchez | 0:1 |

| 35' · 42' · 64' · 84' | Luis Rodríguez Nahuel Guzmán Jesús Dueñas Hugo Ayala |

| 25' · 30' · 57' · 73' · 80' · 90+3' | Rogelio Funes Mori José Basanta Carlos Sánchez Leonel Vangioni Stefan Medina Jesús Molina |

| 90+1' | Hugo Ayala |

| 87' | Leonel Vangioni |

| Principal  | Jorge Isaac Rojas Castillo       |
| Asistentes | José Luis Camargo Callado        |
|            | Christian Kiabek Espinosa Zavala |
| Cuarto     | Oscar Macías Romo                |

|                    |     |     |
| Tiros              | 8   | 9   |
| Tiros a puerta     | 3   | 5   |
| Faltas             | 7   | 5   |
| Saques de esquina  | 4   | 2   |
| Penaltis           | 1   | 0   |
| Fueras de juego    | 0   | 2   |
| Posesión del balón | 52% | 48% |

| Alineación inicial |

| 1     | POR   | Nahuel Guzmán       |     |
| 28    | DEF   | Luis Rodríguez      |     |
| 3     | DEF   | Juninho             |     |
| 4     | DEF   | Hugo Ayala          |     |
| 6     | DEF   | Jorge Torres Nilo   |     |
| 5     | MED   | Rafael Carioca      |     |
| 29    | MED   | Jesús Dueñas        |     |
| 20    | MED   | Javier Aquino       |     |
| 9     | DEL   | Eduardo Vargas      | 79' |
| 13    | DEL   | Enner Valencia      |     |
| 10    | DEL   | André-Pierre Gignac |     |
| D. T. | D. T. | Ricardo Ferretti    |     |

| 1     | POR   | Hugo González      |     |
| 33    | DEF   | Stefan Medina      |     |
| 15    | DEF   | José Basanta       |     |
| 4     | DEF   | Nicolás Sánchez    | 46' |
| 11    | DEF   | Leonel Vangioni    |     |
| 16    | MED   | Celso Ortiz        | 85' |
| 25    | MED   | Jonathan González  |     |
| 13    | MED   | Carlos Sánchez     |     |
| 8     | DEL   | Dorlan Pabón       |     |
| 18    | DEL   | Avilés Hurtado     | 67' |
| 7     | DEL   | Rogelio Funes Mori |     |
| D. T. | D. T. | Antonio Mohamed    |     |

| 18 | Delantero | Ismael Sosa | 79' |

| 3  | Defensa        | César Montes     | 46' |
| 13 | Centrocampista | Jesús Molina     | 67' |
| 14 | Centrocampista | Alfonso González | 85' |

| 26' | Enner Valencia | 1:1 |

| 7' | Nicolás Sánchez | 0:1 |

| 35' · 42' · 64' · 84' | Luis Rodríguez Nahuel Guzmán Jesús Dueñas Hugo Ayala |

| 25' · 30' · 57' · 73' · 80' · 90+3' | Rogelio Funes Mori José Basanta Carlos Sánchez Leonel Vangioni Stefan Medina Jesús Molina |

| 90+1' | Hugo Ayala |

| 87' | Leonel Vangioni |

| Principal  | Jorge Isaac Rojas Castillo       |
| Asistentes | José Luis Camargo Callado        |
|            | Christian Kiabek Espinosa Zavala |
| Cuarto     | Oscar Macías Romo                |

|                    |     |     |
| Tiros              | 8   | 9   |
| Tiros a puerta     | 3   | 5   |
| Faltas             | 7   | 5   |
| Saques de esquina  | 4   | 2   |
| Penaltis           | 1   | 0   |
| Fueras de juego    | 0   | 2   |
| Posesión del balón | 52% | 48% |

| Alineación inicial |

#### Final - Vuelta
| 1     | POR   | Hugo González      |     |
| 33    | DEF   | Stefan Medina      |     |
| 15    | DEF   | José Basanta       | 46' |
| 4     | DEF   | Nicolás Sánchez    |     |
| 3     | DEF   | César Montes       |     |
| 19    | MED   | Neri Cardozo       |     |
| 25    | MED   | Jonathan González  | 79' |
| 13    | MED   | Carlos Sánchez     | 86' |
| 8     | DEL   | Dorlan Pabón       |     |
| 18    | DEL   | Avilés Hurtado     |     |
| 7     | DEL   | Rogelio Funes Mori |     |
| D. T. | D. T. | Antonio Mohamed    |     |

| 1     | POR   | Nahuel Guzmán       |     |
| 28    | DEF   | Luis Rodríguez      |     |
| 3     | DEF   | Juninho             |     |
| 21    | DEF   | Francisco Meza      |     |
| 6     | DEF   | Jorge Torres Nilo   |     |
| 5     | MED   | Rafael Carioca      |     |
| 29    | MED   | Jesús Dueñas        | 79' |
| 20    | MED   | Javier Aquino       |     |
| 9     | MED   | Eduardo Vargas      | 60' |
| 13    | DEL   | Enner Valencia      | 73' |
| 10    | DEL   | André-Pierre Gignac |     |
| D. T. | D. T. | Ricardo Ferretti    |     |

| 5  | Defensa        | Luis Fernando Fuentes | 46' |
| 27 | Delantero      | Jorge Benítez         | 79' |
| 17 | Centrocampista | Jesús Zavala          | 86' |

| 25 | Centrocampista | Jürgen Damm    | 60' |
| 18 | Delantero      | Ismael Sosa    | 73' |
| 27 | Centrocampista | Alberto Acosta | 79' |

| 2' | Dorlan Pabón | 1:0 |

| 30' · 34' | Eduardo Vargas Francisco Meza | 1:1 1:2 |

| 90+5' | Neri Cardozo |

| Principal  | Fernando Guerrero Ramírez   |
| Asistentes | Marcos Quintero Huítron     |
|            | Pablo Israel Hernández Luna |
| Cuarto     | Jorge Antonio Pérez Durán   |

|                    |     |     |
| Tiros              | 7   | 9   |
| Tiros a puerta     | 4   | 4   |
| Faltas             | 5   | 7   |
| Saques de esquina  | 4   | 6   |
| Penaltis           | 1   | 0   |
| Fueras de juego    | 1   | 0   |
| Posesión del balón | 45% | 55% |

| Alineación inicial |

| 1     | POR   | Hugo González      |     |
| 33    | DEF   | Stefan Medina      |     |
| 15    | DEF   | José Basanta       | 46' |
| 4     | DEF   | Nicolás Sánchez    |     |
| 3     | DEF   | César Montes       |     |
| 19    | MED   | Neri Cardozo       |     |
| 25    | MED   | Jonathan González  | 79' |
| 13    | MED   | Carlos Sánchez     | 86' |
| 8     | DEL   | Dorlan Pabón       |     |
| 18    | DEL   | Avilés Hurtado     |     |
| 7     | DEL   | Rogelio Funes Mori |     |
| D. T. | D. T. | Antonio Mohamed    |     |

| 1     | POR   | Nahuel Guzmán       |     |
| 28    | DEF   | Luis Rodríguez      |     |
| 3     | DEF   | Juninho             |     |
| 21    | DEF   | Francisco Meza      |     |
| 6     | DEF   | Jorge Torres Nilo   |     |
| 5     | MED   | Rafael Carioca      |     |
| 29    | MED   | Jesús Dueñas        | 79' |
| 20    | MED   | Javier Aquino       |     |
| 9     | MED   | Eduardo Vargas      | 60' |
| 13    | DEL   | Enner Valencia      | 73' |
| 10    | DEL   | André-Pierre Gignac |     |
| D. T. | D. T. | Ricardo Ferretti    |     |

| 5  | Defensa        | Luis Fernando Fuentes | 46' |
| 27 | Delantero      | Jorge Benítez         | 79' |
| 17 | Centrocampista | Jesús Zavala          | 86' |

| 25 | Centrocampista | Jürgen Damm    | 60' |
| 18 | Delantero      | Ismael Sosa    | 73' |
| 27 | Centrocampista | Alberto Acosta | 79' |

| 2' | Dorlan Pabón | 1:0 |

| 30' · 34' | Eduardo Vargas Francisco Meza | 1:1 1:2 |

| 90+5' | Neri Cardozo |

| Principal  | Fernando Guerrero Ramírez   |
| Asistentes | Marcos Quintero Huítron     |
|            | Pablo Israel Hernández Luna |
| Cuarto     | Jorge Antonio Pérez Durán   |

|                    |     |     |
| Tiros              | 7   | 9   |
| Tiros a puerta     | 4   | 4   |
| Faltas             | 5   | 7   |
| Saques de esquina  | 4   | 6   |
| Penaltis           | 1   | 0   |
| Fueras de juego    | 1   | 0   |
| Posesión del balón | 45% | 55% |

| Alineación inicial |

| 1     | POR   | Hugo González      |     |
| 33    | DEF   | Stefan Medina      |     |
| 15    | DEF   | José Basanta       | 46' |
| 4     | DEF   | Nicolás Sánchez    |     |
| 3     | DEF   | César Montes       |     |
| 19    | MED   | Neri Cardozo       |     |
| 25    | MED   | Jonathan González  | 79' |
| 13    | MED   | Carlos Sánchez     | 86' |
| 8     | DEL   | Dorlan Pabón       |     |
| 18    | DEL   | Avilés Hurtado     |     |
| 7     | DEL   | Rogelio Funes Mori |     |
| D. T. | D. T. | Antonio Mohamed    |     |

| 1     | POR   | Nahuel Guzmán       |     |
| 28    | DEF   | Luis Rodríguez      |     |
| 3     | DEF   | Juninho             |     |
| 21    | DEF   | Francisco Meza      |     |
| 6     | DEF   | Jorge Torres Nilo   |     |
| 5     | MED   | Rafael Carioca      |     |
| 29    | MED   | Jesús Dueñas        | 79' |
| 20    | MED   | Javier Aquino       |     |
| 9     | MED   | Eduardo Vargas      | 60' |
| 13    | DEL   | Enner Valencia      | 73' |
| 10    | DEL   | André-Pierre Gignac |     |
| D. T. | D. T. | Ricardo Ferretti    |     |

| 5  | Defensa        | Luis Fernando Fuentes | 46' |
| 27 | Delantero      | Jorge Benítez         | 79' |
| 17 | Centrocampista | Jesús Zavala          | 86' |

| 25 | Centrocampista | Jürgen Damm    | 60' |
| 18 | Delantero      | Ismael Sosa    | 73' |
| 27 | Centrocampista | Alberto Acosta | 79' |

| 2' | Dorlan Pabón | 1:0 |

| 30' · 34' | Eduardo Vargas Francisco Meza | 1:1 1:2 |

| 90+5' | Neri Cardozo |

| Principal  | Fernando Guerrero Ramírez   |
| Asistentes | Marcos Quintero Huítron     |
|            | Pablo Israel Hernández Luna |
| Cuarto     | Jorge Antonio Pérez Durán   |

|                    |     |     |
| Tiros              | 7   | 9   |
| Tiros a puerta     | 4   | 4   |
| Faltas             | 5   | 7   |
| Saques de esquina  | 4   | 6   |
| Penaltis           | 1   | 0   |
| Fueras de juego    | 1   | 0   |
| Posesión del balón | 45% | 55% |

| Alineación inicial |

| 1     | POR   | Hugo González      |     |
| 33    | DEF   | Stefan Medina      |     |
| 15    | DEF   | José Basanta       | 46' |
| 4     | DEF   | Nicolás Sánchez    |     |
| 3     | DEF   | César Montes       |     |
| 19    | MED   | Neri Cardozo       |     |
| 25    | MED   | Jonathan González  | 79' |
| 13    | MED   | Carlos Sánchez     | 86' |
| 8     | DEL   | Dorlan Pabón       |     |
| 18    | DEL   | Avilés Hurtado     |     |
| 7     | DEL   | Rogelio Funes Mori |     |
| D. T. | D. T. | Antonio Mohamed    |     |

| 1     | POR   | Nahuel Guzmán       |     |
| 28    | DEF   | Luis Rodríguez      |     |
| 3     | DEF   | Juninho             |     |
| 21    | DEF   | Francisco Meza      |     |
| 6     | DEF   | Jorge Torres Nilo   |     |
| 5     | MED   | Rafael Carioca      |     |
| 29    | MED   | Jesús Dueñas        | 79' |
| 20    | MED   | Javier Aquino       |     |
| 9     | MED   | Eduardo Vargas      | 60' |
| 13    | DEL   | Enner Valencia      | 73' |
| 10    | DEL   | André-Pierre Gignac |     |
| D. T. | D. T. | Ricardo Ferretti    |     |

| 5  | Defensa        | Luis Fernando Fuentes | 46' |
| 27 | Delantero      | Jorge Benítez         | 79' |
| 17 | Centrocampista | Jesús Zavala          | 86' |

| 25 | Centrocampista | Jürgen Damm    | 60' |
| 18 | Delantero      | Ismael Sosa    | 73' |
| 27 | Centrocampista | Alberto Acosta | 79' |

| 2' | Dorlan Pabón | 1:0 |

| 30' · 34' | Eduardo Vargas Francisco Meza | 1:1 1:2 |

| 90+5' | Neri Cardozo |

| Principal  | Fernando Guerrero Ramírez   |
| Asistentes | Marcos Quintero Huítron     |
|            | Pablo Israel Hernández Luna |
| Cuarto     | Jorge Antonio Pérez Durán   |

|                    |     |     |
| Tiros              | 7   | 9   |
| Tiros a puerta     | 4   | 4   |
| Faltas             | 5   | 7   |
| Saques de esquina  | 4   | 6   |
| Penaltis           | 1   | 0   |
| Fueras de juego    | 1   | 0   |
| Posesión del balón | 45% | 55% |

| Alineación inicial |

| Campeón Apertura 2017 |
| --------------------- |
|                       |
| Tigres                |
| 6° Título             |

## Estadísticas

### Clasificación juego limpio
- Datos según la página oficial.

| Lugar                                | Club                                 | Tarjeta amarilla | Segunda tarjeta amarilla y expulsión · Segunda tarjeta amarilla y expulsión | Tarjeta roja directa | Puntos   |
| ------------------------------------ | ------------------------------------ | ---------------- | --------------------------------------------------------------------------- | -------------------- | -------- |
| 1                                    | Guadalajara                          | 26               | 0                                                                           | 3                    | 35       |
| 2                                    | Pachuca                              | 31               | 0                                                                           | 2                    | 37       |
| 3                                    | Necaxa                               | 35               | 0                                                                           | 1                    | 38       |
| 4                                    | Puebla                               | 31               | 0                                                                           | 3                    | 40       |
| 5                                    | Monterrey                            | 34               | 0                                                                           | 2                    | 40       |
| 6                                    | León                                 | 32               | 0                                                                           | 3                    | 41       |
| 7                                    | Morelia                              | 37               | 0                                                                           | 2                    | 42       |
| 8                                    | UNAM                                 | 39               | 0                                                                           | 2                    | 45       |
| 9                                    | Atlas                                | 34               | 0                                                                           | 4                    | 46       |
| 10                                   | Santos Laguna                        | 32               | 0                                                                           | 5                    | 47       |
| 11                                   | Tigres                               | 38               | 0                                                                           | 3                    | 47       |
| 12                                   | Querétaro                            | 39               | 0                                                                           | 3                    | 48       |
| 13                                   | Toluca                               | 37               | 0                                                                           | 5                    | 52       |
| 14                                   | América                              | 41               | 0                                                                           | 5                    | 56       |
| 15                                   | Lobos BUAP                           | 44               | 0                                                                           | 4                    | 56       |
| 16                                   | Cruz Azul                            | 46               | 0                                                                           | 4                    | 58       |
| 17                                   | Tijuana                              | 51               | 0                                                                           | 3                    | 60       |
| 18                                   | Veracruz                             | 42               | 0                                                                           | 6                    | 60       |
| Primera Tarjeta Amarilla             | Primera Tarjeta Amarilla             | 1 punto          | 1 punto                                                                     | 1 punto              | 1 punto  |
| Segunda Tarjeta Amarilla y Expulsión | Segunda Tarjeta Amarilla y Expulsión | 3 puntos         | 3 puntos                                                                    | 3 puntos             | 3 puntos |
| Tarjeta Roja Directa                 | Tarjeta Roja Directa                 | 3 puntos         | 3 puntos                                                                    | 3 puntos             | 3 puntos |

### Máximos Goleadores
Lista con los máximos goleadores del torneo, * Datos según la página oficial.
| Pos. | Jugador                | Equipo        | Goles | Penal | Minutos |
| ---- | ---------------------- | ------------- | ----- | ----- | ------- |
| 1°   | Avilés Hurtado         | 'Monterrey'   | 11    | 2     | 1286    |
| =    | Mauro Boselli          | 'León'        | 11    | 4     | 1526    |
| 3°   | Enner Valencia         | Tigres        | 9     | 2     | 1182    |
| 4º   | Raúl Ruidíaz           | Morelia       | 9     | 3     | 1360    |
| 5°   | Julián Andrés Quiñones | Lobos BUAP    | 9     | 2     | 1157    |
| 6°   | Julio Furch            | Santos Laguna | 9     | 0     | 1342    |
| 7°   | Felipe Mora            | Cruz Azul     | 8     | 0     | 1212    |
| 8°   | Fernando Uribe         | Toluca        | 8     | 0     | 1167    |
| 9°   | Víctor Guzmán          | Pachuca       | 8     | 0     | 1343    |
| 10º  | Camilo Sanvezzo        | Querétaro     | 8     | 3     | 965     |

#### Tripleteso más
| Jugador            | Equipo    | Adversario | Resultado | Goles       | Fecha          |
| ------------------ | --------- | ---------- | --------- | ----------- | -------------- |
| Enner Valencia     | Tigres    | Puebla     | 5 - 0     | 24' 56' 59' | 22 de julio    |
| Rogelio Funes Mori | Monterrey | Morelia    | 4 - 0     | 10' 29' 53' | 3 de diciembre |

### Máximos Asistentes
Lista con los máximos asistentes del torneo, * Datos según la página oficial.
| Pos. | Jugador                | Equipo        | Asistencias | Minutos |
| ---- | ---------------------- | ------------- | ----------- | ------- |
| 1°   | Jonathan Urretaviscaya | Pachuca       | 9           | 1167    |
| 2°   | Elías Hernández        | León          | 7           | 1219    |
| 3°   | Dorlan Pabón           | Monterrey     | 6           | 1130    |
| 4°   | Martín Barragán        | Necaxa        | 5           | 550     |
| 5°   | Osvaldo Martínez       | Santos Laguna | 5           | 1222    |

### Torneo Regular
- Primer gol de la temporada: Anotado por Édgar Méndez, minuto 20' en el  Tijuana vs. Cruz Azul  (J1)
- Último gol de la temporada: Anotado por Guido Rodríguez del  América vs Santos  al minuto 81' en el que fue el último juego de la temporada regular.

- Gol más rápido: Anotado por Dorlan Pabón, minuto 00'25" en el  Monterrey vs.  Veracruz (J2)

- Gol más tardío: Anotado al minuto 90+5' por Brian Lozano del Santos vs Veracruz (J4)
- Mayor número de goles marcados en un partido: 8 goles ( León 6 - 2  Veracruz)

- Mayor victoria de local:  Tigres 5 - 0  Puebla,  Necaxa 5 - 0 Lobos BUAP  y  León 6 - 2  Veracruz)

- Mayor victoria de visita:  Querétaro 0 - 4  Lobos BUAP

### Torneo de liguilla
- Primer gol de la liguilla: Anotado por Raúl Ruidiaz, al minuto 66' en el  Deportivo Toluca vs  Monarcas Morelia (Cuartos de final)
- Último gol de la liguilla: Anotado por Francisco Meza del  Tigres vs  Monterrey  al minuto 34' en el que fue el último juego de la temporada.

- Gol más rápido: Anotado por Dorlan Pabón, minuto 2 en el  Monterrey vs.  Tigres (Final)

- Gol más tardío: Anotado al minuto 90+4' por Pablo Barrientos del  Deportivo Toluca vs  Monarcas Morelia
- Mayor número de goles marcados en un partido: 5 goles ( Monterrey 4 - 1  Atlas)

- Mayor victoria de local:  Monterrey 4 - 0  Monarcas Morelia

- Mayor victoria de visita: Todas las victorias de visita tuvieron una diferencia de 1 gol

### Rachas
- Mayor racha ganadora:  5 partidos (Monterrey)
- Mayor racha invicta:  10 partidos (Monterrey)
- Mayor racha anotando:  12 partidos (Tigres)
- Mayor racha sin anotar: 3 partidos (UNAM y Veracruz)
- Mayor racha perdiendo: 4 partidos (UNAM, Veracruz y Quéretaro)
- Mayor racha empatando: 3 partidos (Santos Laguna y Cruz Azul)
- Mayor racha sin ganar: 10 partidos (Quéretaro)

## Asistencia
Lista con la asistencia de los partidos y equipos Liga Bancomer MX. 
- Datos según la página oficial de la competición.

Fecha de actualización: 20 de noviembre de 2017

### Por jornada
| 1  | 224 162   | 24 951 | 63.64%  | Tigres vs Puebla (41 269)        | Lobos BUAP vs Santos (5 815)     | Jornada 1 |
| 2  | 226 332   | 25 148 | 68.19%  | Monterrey vs. Veracruz (46 130)  | Puebla vs Morelia (12 067)       | Jornada 2 |
| 3  | 231 344   | 26 571 | 71.75%  | América vs UNAM (45 256)         | Lobos BUAP vs Pachuca (8 764)    | Jornada 3 (enlace roto disponible en Internet Archive; véase el historial, la primera versión y la última).  |
| 4  | 240 767   | 25 704 | 66.24%  | Atlas vs. América (49 313)       | Puebla vs Tijuana (8 124)        | Jornada 4 |
| 5  | 216 195   | 24 021 | 73.89%  | Tigres vs. UNAM (41 427)         | Veracruz vs Querétaro (14 436)   | Jornada 5 |
| 6  | 195 112   | 21 679 | 49.74%  | Monterrey vs. Toluca (46 496)    | Puebla vs León (6 232)           | Jornada 6 |
| 7  | 201 883   | 22 431 | 67.93%  | Tigres vs. Lobos BUAP (41 329)   | Toluca vs Puebla (12 584)        | Jornada 7 |
| 8  | 199 371   | 22 152 | 50.87%  | Monterrey vs. Necaxa (50 721)    | Lobos BUAP vs Morelia (12 623)   | Jornada 8 |
| 9  | 209 921   | 23 324 | 68.20%  | Monterrey vs. Atlas (47 106)     | Necaxa vs Puebla (8 456)         | Jornada 9 |
| 10 | 181 580   | 20 175 | 48.11%  | América vs. Guadalajara (47 532) | Lobos BUAP vs. Tijuana (4 651)   | Jornada 10                                                                                                   |
| 11 | 185 866   | 20 651 | 59.32%  | Monterrey vs. Santos (42 953)    | Puebla vs. Atlas (5 127)         | Jornada 11                                                                                                   |
| 12 | 203 269   | 22 585 | 66.61%  | Tigres vs Guadalajara (41 322)   | Lobos BUAP vs León (9 464)       | Jornada 12                                                                                                   |
| 13 | 209 205   | 23 245 | 65.51%  | Monterrey vs Pachuca (46 888)    | Puebla vs Querétaro (4 802)      | Jornada 13 (enlace roto disponible en Internet Archive; véase el historial, la primera versión y la última). |
| 14 | 193 956   | 21 550 | 53.18%  | Tigres vs Toluca (41 405)        | Lobos BUAP vs Cruz Azul (14 230) | Jornada 14                                                                                                   |
| 15 | 187 470   | 20 830 | 57.65%  | Monterrey vs América (51 348)    | Puebla vs UNAM (12 481)          | Jornada 15                                                                                                   |
| 16 | 212 304   | 23 589 | 59.93%  | Tigres vs Necaxa (41 210)        | Lobos BUAP vs Monterrey (8 334)  | Jornada 16 (enlace roto disponible en Internet Archive; véase el historial, la primera versión y la última). |
| 17 | 280 310   | 31 145 | 83.69%  | Monterrey vs. Tigres (51 127)    | Necaxa vs. Morelia (17 750)      | Jornada 17 (enlace roto disponible en Internet Archive; véase el historial, la primera versión y la última). |
| F  | 3 599 447 | 23 525 | 63.00 % | Monterrey vs América (51 348)    | Lobos BUAP vs. Tijuana (4 651)   | - |

### Por equipos
| Pos   | Equipo      | Total     | Media  | Ocupación media | Más alta | Más baja |
| ----- | ----------- | --------- | ------ | --------------- | -------- | -------- |
| 1     | Monterrey   | 401 998   | 47 999 | 93.47%          | 51 348   | 42 953   |
| 2     | Tigres      | 370 501   | 41 312 | 98.63%          | 41 427   | 41 210   |
| 3     | Atlas       | 264 985   | 33 123 | 60.10%          | 49 579   | 22 294   |
| 4     | Guadalajara | 261 754   | 29 083 | 64.11%          | 35 888   | 20 707   |
| 5     | América     | 212 385   | 30 340 | 37.42%          | 47 532   | 19 081   |
| 6     | Tijuana     | 211 764   | 26 470 | 96.84%          | 27 333   | 25 333   |
| 7     | Morelia     | 198 285   | 24 785 | 71.23%          | 31 134   | 18 099   |
| 8     | Pachuca     | 196 344   | 21 816 | 79.29%          | 25 138   | 15 345   |
| 9     | Toluca      | 194 267   | 19 426 | 62.66%          | 27 480   | 12 584   |
| 10    | León        | 190 271   | 21 141 | 67.55%          | 25 450   | 16 400   |
| 11    | Santos      | 181 766   | 20 196 | 69.07%          | 27 849   | 11 956   |
| 12    | Cruz Azul   | 180 684   | 22 585 | 68.44%          | 27 649   | 17 254   |
| 13    | Querétaro   | 164 902   | 18 322 | 55.25%          | 21 952   | 13 789   |
| 14    | UNAM        | 141 606   | 17 700 | 39.27%          | 27 200   | 10 100   |
| 15    | Necaxa      | 121 418   | 13 490 | 56.56%          | 17 750   | 7 225    |
| 16    | Puebla      | 117 591   | 13 065 | 27.84%          | 45 527   | 4 802    |
| 17    | Veracruz    | 115 762   | 14 470 | 50.41%          | 18 929   | 11 375   |
| 18    | Lobos BUAP  | 83 164    | 10 395 | 53.91%          | 19 283   | 4 651    |
| Total | Total       | 3 599 447 | 23 525 | 63.00%          | 51 348   | 4 651    |